# Apollo 13
Apollo 13 fu la settima missione con equipaggio del programma spaziale Apollo della statunitense NASA. La navicella fu lanciata l'11 aprile 1970 alle ore 13:13 CST dal Kennedy Space Center (Pad 39). La missione era comandata da Jim Lovell, con Jack Swigert  pilota del modulo di comando (CM) e Fred Haise nel ruolo di pilota del modulo lunare (LM). Swigert aveva sostituito all'ultimo momento Ken Mattingly, che era stato escluso dalla missione dopo essere stato esposto alla rosolia.
Doveva essere il terzo volo del programma Apollo a sbarcare sulla Luna, dopo quelle di Apollo 11 e Apollo 12, ma l'obiettivo dovette essere annullato a seguito di un incidente. Durante una normale procedura di rimescolamento di un serbatoio di ossigeno del modulo di servizio si verificò un incendio dell'isolamento di alcuni cavi elettrici che a sua volta provocò un'esplosione dello stesso serbatoio. L'esplosione danneggiò molti equipaggiamenti della navetta, riducendo notevolmente la disponibilità di energia elettrica e mettendo in crisi il sistema di supporto vitale. Con il modulo di servizio seriamente danneggiato dall'esplosione, i tre astronauti furono costretti a trasferirsi nel modulo lunare (LM), "Aquarius", utilizzandolo come "scialuppa di salvataggio" per il ritorno anziché come mezzo per atterrare sulla Luna. Sebbene il modulo lunare fosse progettato per supportare solo due uomini sulla superficie lunare per due giorni, il centro di controllo missione a Houston, improvvisò nuove procedure affinché potesse sostenere tre uomini per i quattro giorni necessari per circumnavigare la Luna e rientrare a Terra sfruttando una traiettoria di rientro libero. L'equipaggio dovette affrontare grandi difficoltà a causa della limitata energia, di una cabina fredda e umida e della scarsità di acqua potabile. Fu necessario anche adattare urgentemente i filtri del sistema di assorbimento della CO2 del modulo di comando in modo che funzionassero in quello lunare. Il pericolo occorso dagli astronauti riaccese brevemente l'interesse del pubblico per il programma Apollo; decine di milioni di persone seguirono in televisione l'ammaraggio nell'Oceano Pacifico meridionale il 17 aprile. Durante il rientro in atmosfera il blackout radio durò per 86 secondi più del previsto, uno dei blackout radio più lunghi del programma Apollo. Nonostante l'incidente e l'annullamento dell'allunaggio previsto, la missione Apollo 13 ha dimostrato la capacità del programma di affrontare situazioni di crisi imprevedibili, portando in salvo tutto l'equipaggio.
Una commissione investigativa successiva alla missione individuò diversi errori commessi nei test precedenti al volo relativi al serbatoio di ossigeno e di criticità nella loro progettazione, come la presenza di teflon al loro interno. La commissione raccomandò alcune modifiche, tra cui la riduzione al minimo dell'uso di materiali potenzialmente combustibili all'interno del serbatoio, cosa che venne fatta già dalla missione successiva di Apollo 14. La storia di Apollo 13 è stata raccontata dai media più volte, in particolare nel film del 1995 Apollo 13 basato sul libro Lost Moon pubblicato nel 1994 e di cui Lovell fu uno degli autori – e in un episodio della miniserie del 1998 From the Earth to the Moon.

## Contesto
Nel 1961, il presidente degli Stati Uniti John Fitzgerald Kennedy annunciò che la sua nazione avrebbe mandato degli astronauti sulla Luna, entro la fine del decennio, facendoli tornare sulla Terra in sicurezza. La NASA lavorò intensamente per raggiungere questo obiettivo attraverso diverse tappe, prima con i voli dei programmi preliminari Mercury e Gemini e poi con il programma Apollo. L'obiettivo venne raggiunto con la missione Apollo 11, allunata il 20 luglio 1969, in cui gli astronauti Neil Armstrong e Buzz Aldrin hanno camminato sulla superficie lunare mentre il collega Michael Collins orbitava attorno alla Luna nel modulo di comando e servizio Columbia. La missione fece ritorno sulla Terra il 24 luglio successivo con pieno successo.
Per raggiungere l'obiettivo, la NASA aveva stipulato un contratto per quindici razzi vettore Saturn V in un momento in cui nessuno sapeva quante missioni sarebbero state necessarie. Quando nel 1969 venne colto il successo grazie al sesto Saturn V utilizzato nella missione Apollo 11, nove missili erano rimasti disponibili per un totale di dieci sbarchi complessivi possibili. Dopo il grande entusiasmo suscitato da Apollo 11, il grande pubblico iniziò a provare disinteresse nei confronti del programma spaziale e il Congresso degli Stati Uniti continuò a tagliare il bilancio della NASA, arrivando a cancellare la missione Apollo 20.
Ancor prima che il primo astronauta americano andasse nello spazio nel 1961, era iniziata la pianificazione di una struttura centralizzata per comunicare con il veicolo spaziale e dove monitorarne le prestazioni, in gran parte ideata da Christopher C. Kraft, che divenne il primo direttore di volo della NASA. Durante la missione Mercury Friendship 7 di John Glenn avvenuta nel febbraio 1962 (il primo volo orbitale con equipaggio degli Stati Uniti), una delle decisioni di Kraft fu annullata dai dirigenti della NASA. Questo conflitto gerarchico venne rivendicato nell'analisi post-missione e attuata una regola secondo la quale durante una missione la parola del direttore di volo era assoluta, e per annullarla, la NASA avrebbe dovuto licenziarlo sul posto. I direttori di volo in servizio durante le missioni Apollo avevano una descrizione del lavoro raccolta in una frase, «Il direttore di volo può intraprendere qualsiasi azione necessaria per la sicurezza dell'equipaggio e per il successo della missione».
Nel 1965 fu aperto il Centro di controllo missione, a Houston, in parte progettato dallo stesso Kraft. In esso, ogni controllore di volo, oltre al monitoraggio della telemetria del veicolo spaziale, si trovava in comunicazione con gli specialisti in una stanza di supporto del personale, e si concentrava su specifici sistemi dei veicoli spaziali.
L'Apollo 13 doveva essere la seconda missione H, destinata a dimostrare la capacità di eseguire allunaggi di precisione ed esplorare siti specifici sulla Luna. Con l'obiettivo di Kennedy già raggiunto da Apollo 11 e Apollo 12 si poté attribuire, per Apollo 13, un ruolo maggiore per la scienza, specialmente per la geologia, un aspetto enfatizzato dal motto della missione, Ex luna, scientia (Dalla Luna, conoscenza).

## L'equipaggio
| Ruolo          | Astronauta           | Astronauta           |
| -------------- | -------------------- | -------------------- |
| Comandante     | James A. Lovell, Jr. | James A. Lovell, Jr. |
| Pilota del CSM | Jack Swigert         | Jack Swigert         |
| Pilota del LM  | Fred Haise           | Fred Haise           |

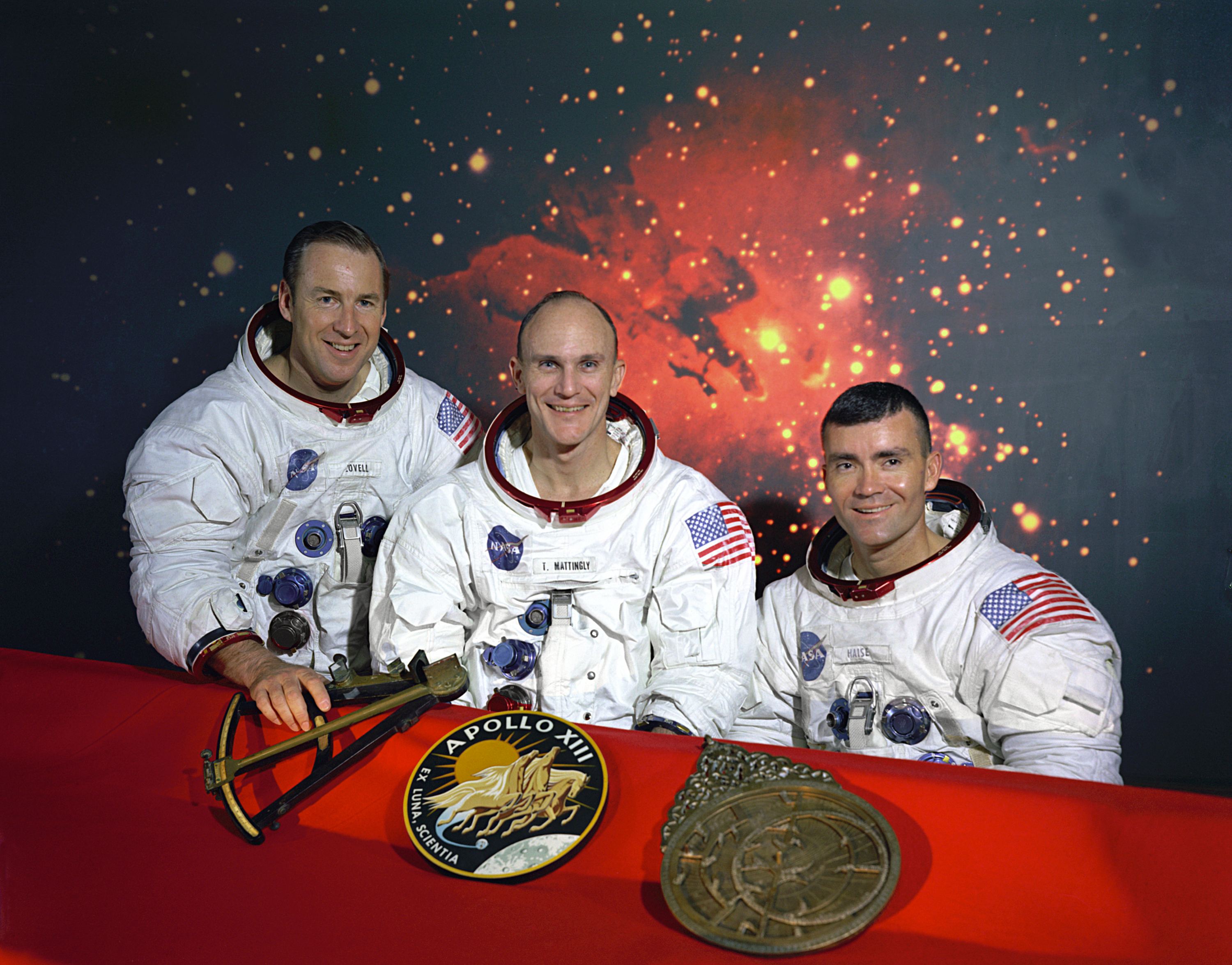
L'equipaggio originale da sinistra, Lovell, Mattingly e Haise.

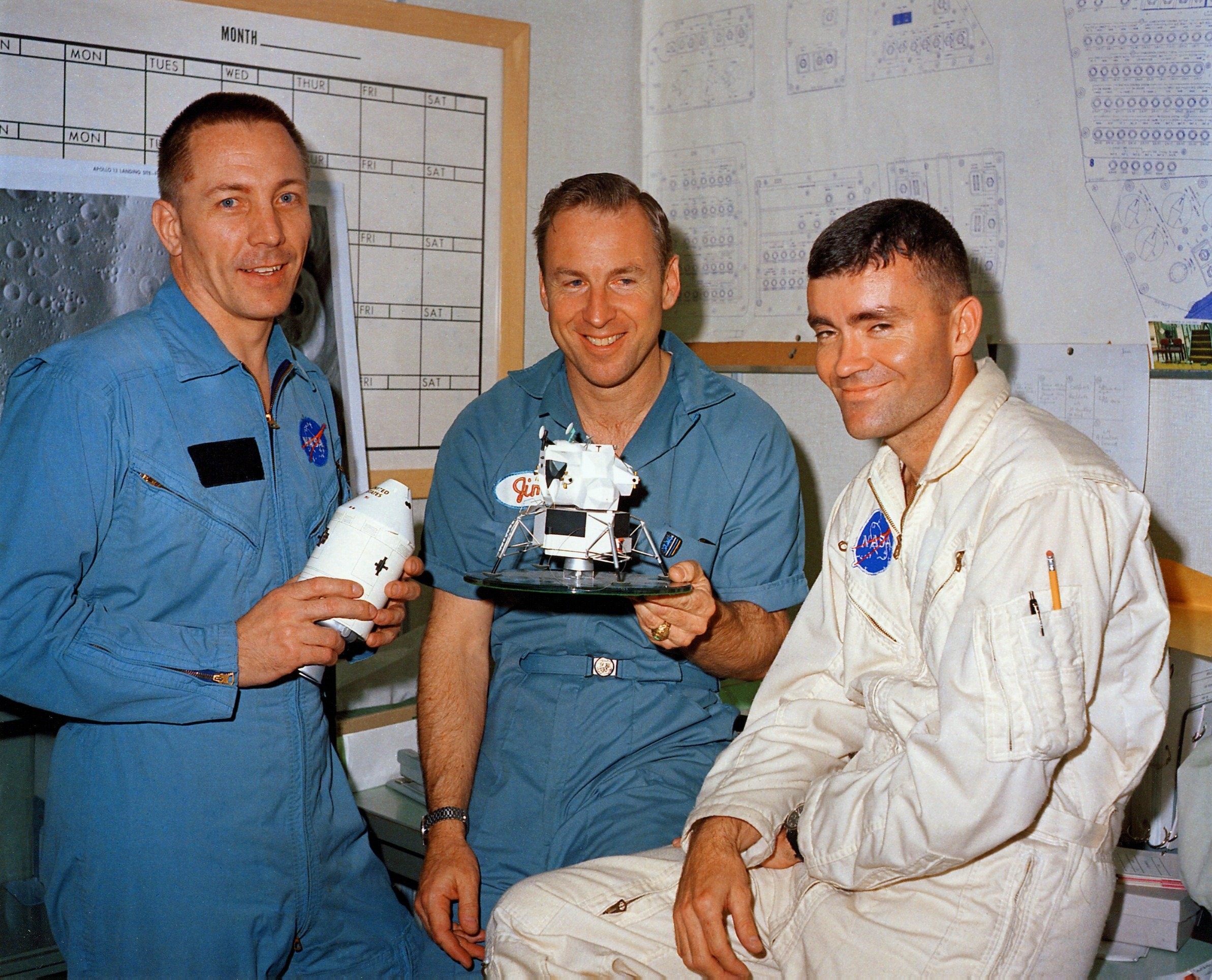
Swigert, Lovell e Haise il giorno prima del lancio

Il comandante di Apollo 13, Jim Lovell, aveva 42 anni al momento della missione. Si era laureato all'United States Naval Academy e aveva prestato servizio come pilota navale e pilota collaudatore prima di essere selezionato nel secondo gruppo di astronauti nel 1962; aveva volato con Frank Borman nella missione Gemini 7 nel 1965 e con Buzz Aldrin in Gemini 12 l'anno successivo, prima di prendere parte al volo di Apollo 8 nel 1968, la prima missione a orbitare intorno alla Luna. Al momento di Apollo 13, Lovell era l'astronauta della NASA che vantava più tempo trascorso nello spazio, con 572 ore accumulate durante tre missioni.
Jack Swigert, pilota del modulo di comando (CMP), aveva 38 anni ed era laureato in ingegneria meccanica con una laurea magistrale in scienze aerospaziali; aveva prestato servizio nell'aeronautica statunitense e nella Guardia Nazionale Aerea oltre ad essere stato pilota collaudatore prima di essere selezionato nel quinto gruppo di astronauti nel 1966. Fred Haise, pilota del modulo lunare (LMP), aveva 35 anni. Era laureato in ingegneria aeronautica, aveva prestato servizio come pilota di caccia del Corpo dei Marines e lavorava come pilota civile di ricerca per la NASA quando fu selezionato come astronauta del gruppo 5.
Secondo la rotazione standard degli equipaggi del programma Apollo, l'equipaggio principale di Apollo 13 sarebbe stato l'equipaggio di riserva per Apollo 10, con il veterano del programma Mercury e Gemini Gordon Cooper al comando, Donn Eisele come CMP e Edgar Mitchell come LMP. Deke Slayton, Direttore delle Operazioni degli Equipaggi di Volo della NASA, non aveva intenzione di ruotare Cooper e Eisele come equipaggio principale, poiché entrambi non erano più giudicati idonei: Cooper per il suo atteggiamento rilassato nei confronti dell'addestramento, ed Eisele per gli screzi avvenuti durante la missione Apollo 7 e per una relazione extraconiugale vista malamente dalla NASA. Tuttavia, non essendoci altri astronauti veterani disponibili, questi vennero assegnai come equipaggio di riserva. Le scelte originali di Slayton per Apollo 13 erano Alan Shepard come comandante, Stuart Roosa come CMP e Mitchell come LMP. Tuttavia, la direzione della NASA ritenne che Shepard avesse bisogno di più tempo per l'addestramento, poiché aveva ripreso lo status di astronauta attivo da poco dopo aver subito un'operazione per risolvere un disturbo dell'orecchio interno noto come sindrome di Ménière. Così, l'equipaggio di Lovell (composto da lui stesso, Haise e Ken Mattingly), che aveva fatto da riserva ad Apollo 11 ed era stato destinato ad Apollo 14, fu scambiato con quello di Shepard.

### Equipaggio di riserva e di supporto
| Ruolo          | Astronauta   | Astronauta   |
| -------------- | ------------ | ------------ |
| Comandante     | John Young   | John Young   |
| Pilota del CSM | Jack Swigert | Jack Swigert |
| Pilota del LM  | Charles Duke | Charles Duke |

Swigert era inizialmente stato assegnato come pilota del modulo di comando dell'equipaggio di riserva di Apollo 13, con John Young come comandante e Charles Duke come pilota del modulo lunare. Sette giorni prima del lancio, Duke contrasse la rosolia da un amico di suo figlio. Questo espose sia l'equipaggio principale che quello di riserva, essendosi addestrati insieme, alla malattia. Dei cinque, Mattingly era l’unico non immune, non essendo mai venuto a contatto con il morbo. Normalmente, se un membro dell'equipaggio principale doveva essere messo a terra, l'intero equipaggio sarebbe stato sostituito con l'equipaggio di riserva, ma la malattia di Duke aveva reso impossibile ciò, così due giorni prima del lancio, Mattingly fu sostituito da Swigert. Mattingly non sviluppò mai la rosolia e successivamente volò sull'Apollo 16.
Per l'Apollo, oltre all'equipaggio primario e di riserva, presenti anche nei programmi Mercury e Gemini, veniva designato anche un terzo equipaggio di astronauti, noto come equipaggio di supporto. Slayton istituì questi equipaggi su suggerimento di James McDivitt, comandante di Apollo 9, il quale riteneva che, con la preparazione delle componenti della navicella che avvenivano in tutto il paese, si sarebbero perse riunioni che necessitavano di un membro dell'equipaggio di volo. All'equipaggio di supporto veniva demandato la stesura del piano di volo, delle liste di controllo e le procedure di base della missione. Inoltre, erano responsabili di assicurare che gli astronauti dell'equipaggio principale e di riserva fossero informati di eventuali modifiche. L'equipaggio di supporto sviluppava le procedure nei simulatori, in particolare quelle dedicate ad affrontare le situazioni di emergenza, cosicché gli equipaggi principale e di riserva si potessero allenare con i simulatori, permettendo loro di fare pratica e padroneggiarli.
Per l'Apollo 13 l'equipaggio di supporto era costituito da Vance Brand, Jack Lousma e William Pogue o Joseph Kerwin.

### Centro di controllo missione
Per l'Apollo 13, i direttori di volo furono Gene Kranz, team bianco (il direttore di volo capo); Glynn Lunney, team nero; Milton Windler, team marrone e Gerry Griffin, team oro. Il ruolo di CAPCOM (la persona nel centro di controllo missione, durante il programma Apollo un astronauta, responsabile delle comunicazioni vocali con l'equipaggio) venne svolto da Kerwin, Brand, Lousma, Young e Mattingly.

## Emblema della missione e codici di chiamata

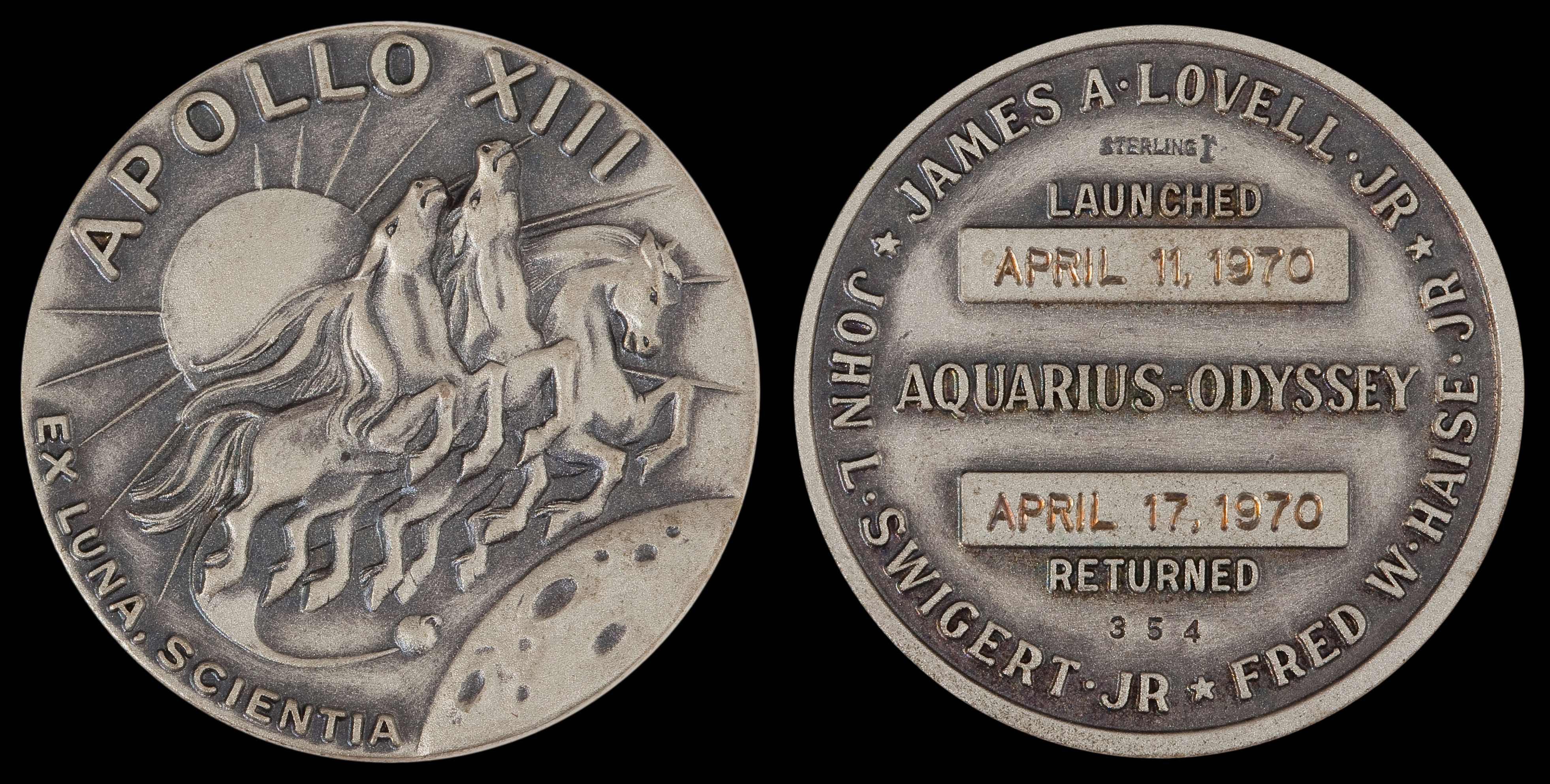
Medaglia d'argento volata dell'Apollo 13 medaglia Robbins

Lo stemma della missione raffigura il dio greco del Sole, Apollo, con tre cavalli che trainano il suo carro sulla superficie della Luna con la Terra visibile in lontananza. Questa immagine voleva simboleggiare i voli del programma Apollo che portano la luce della conoscenza a tutta l'umanità. Vi è anche il motto della missione, Ex luna, scientia ("Dalla Luna, conoscenza"), scelto da Lovell adattando il motto della sua alma mater, l'Accademia Navale, Ex scientia, tridens ("Dalla conoscenza, la potenza del mare").
Sull'insegna, il numero della missione appariva in numeri romani come "Apollo XIII". Non fu necessario modificare lo stemma dopo la sostituzione di Mattingly con Swigert poiché è una delle soli due stemmi delle missioni Apollo (l'altra è Apollo 11) in cui non sono presenti i nomi dell'equipaggio volendo così sottolineare che un allunaggio era sempre merito di un gran gruppo di persone e non di tre soli astronauti. Il disegno venne progettato dall'artista Lumen Martin Winter, che si basò su un murale che aveva dipinto per lo St. Regis Hotel a New York City. Il murale fu poi acquistato dall'attore Tom Hanks, che interpretò Lovell nel film Apollo 13, e ora si trova nel Captain James A. Lovell Federal Health Care Center in Illinois.
Il motto della missione era nella mente di Lovell quando scelse il nome in codice Aquarius per il modulo lunare, ispirato dalla costellazione dell'Aquario, il portatore d'acqua. Alcuni media riportarono erroneamente che il nome in codice fosse stato ispirato dalla canzone omonima del musical Hair. Il nome in codice del modulo di comando, Odyssey, fu scelto non solo per l'associazione all'Odissea omerica, ma anche in riferimento al recente film 2001: Odissea nello spazio, basato su un racconto breve dell'autore di fantascienza Arthur C. Clarke. Nel suo libro, Lovell indicò di aver scelto il nome Odyssey perché gli piaceva il termine e la sua definizione: un lungo viaggio con mutevole fortuna.
A causa dell'incidente e del cambio dell'equipaggio all'ultimo minuto, con Jack Swigert che sostituì Ken Mattingly tre giorni prima del lancio, le medaglie Robbins dell'Apollo 13 volate a bordo furono fuse e coniate nuovamente dopo la missione riportando i nomi dell'equipaggio corretto, e l'assenza di una data di atterraggio lunare.

## Razzo vettore e veicoli spaziali

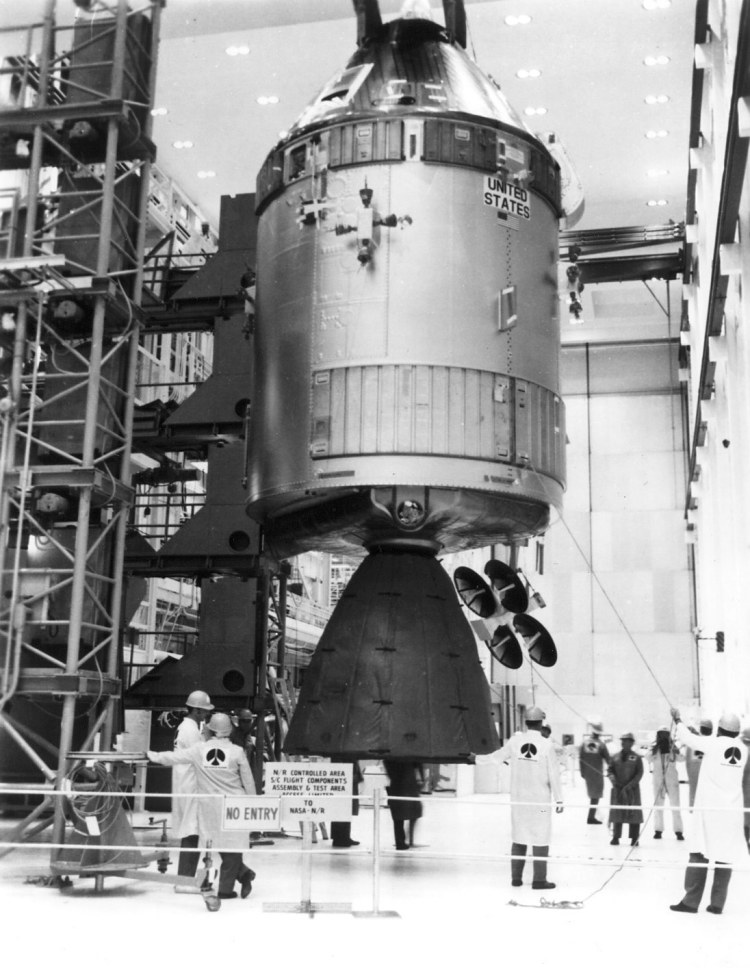
Il CSM-109 Odyssey nell'Operations and Checkout Building

Il razzo Saturn V, destinato a portare la missione Apollo 13 sulla Luna, era numerato SA-508 ed era quasi identico a quelli usati nelle missioni da Apollo 8 ad Apollo 12. Comprensivo della navicella spaziale Apollo, il razzo pesava 2 949 136 chilogrammi. I motori del primo stadio S-IC sono stati riconosciuti per generare una spinta totale inferiore di 440 000 newton alla precedente missione Apollo 12, sebbene siano rimasti entro le specifiche. È stato testato l'utilizzo di propellente extra poiché le future missioni J sulla Luna ne avrebbero richiesto di più per via del loro carico utile più pesante e ciò rese il veicolo il più pesante mai lanciato dalla NASA; proprio per questo Apollo 13 fu visibilmente più lento a lasciare la rampa di lancio rispetto alle precedenti missioni.
La navicella spaziale Apollo 13 era composta dal modulo di comando (CM) 109 e dal modulo di servizio (SM) 109 (insieme CSM-109), chiamato Odyssey e dal modulo lunare 7 (LEM-7), chiamato Aquarius. Faceva parte del complesso anche il launch escape system, un sistema progettato per spingere il modulo di comando (CM), dove risiedevano gli astronauti, lontano dal razzo in sicurezza in caso di problemi durante il decollo, e l'adattatore veicolo spaziale-LEM, numerato come SLA-16, che ospitava il modulo lunare (LEM) durante le prime ore della missione.
Gli stadi LEM, CM e SM arrivarono al Kennedy Space Center (KSC) nel giugno 1969; le parti del razzo Saturn V giunsero, a loro volta, tra giugno e luglio. Successivamente, i test e l'assemblaggio continuarono, arrivando al montaggio del veicolo spaziale in cima al razzo vettore il 15 dicembre 1969. La partenza di Apollo 13 era originariamente prevista per il 12 marzo 1970; nel gennaio di quell'anno la NASA annunciò che la missione sarebbe stata rinviata all'11 aprile, sia per concedere più tempo alla pianificazione sia per spalmare le missioni Apollo su un periodo di tempo più lungo. Il piano prevedeva due missioni all'anno rispondendo ai vincoli di bilancio che avevano visto di recente l'annullamento di Apollo 20.

## Formazione e preparazione

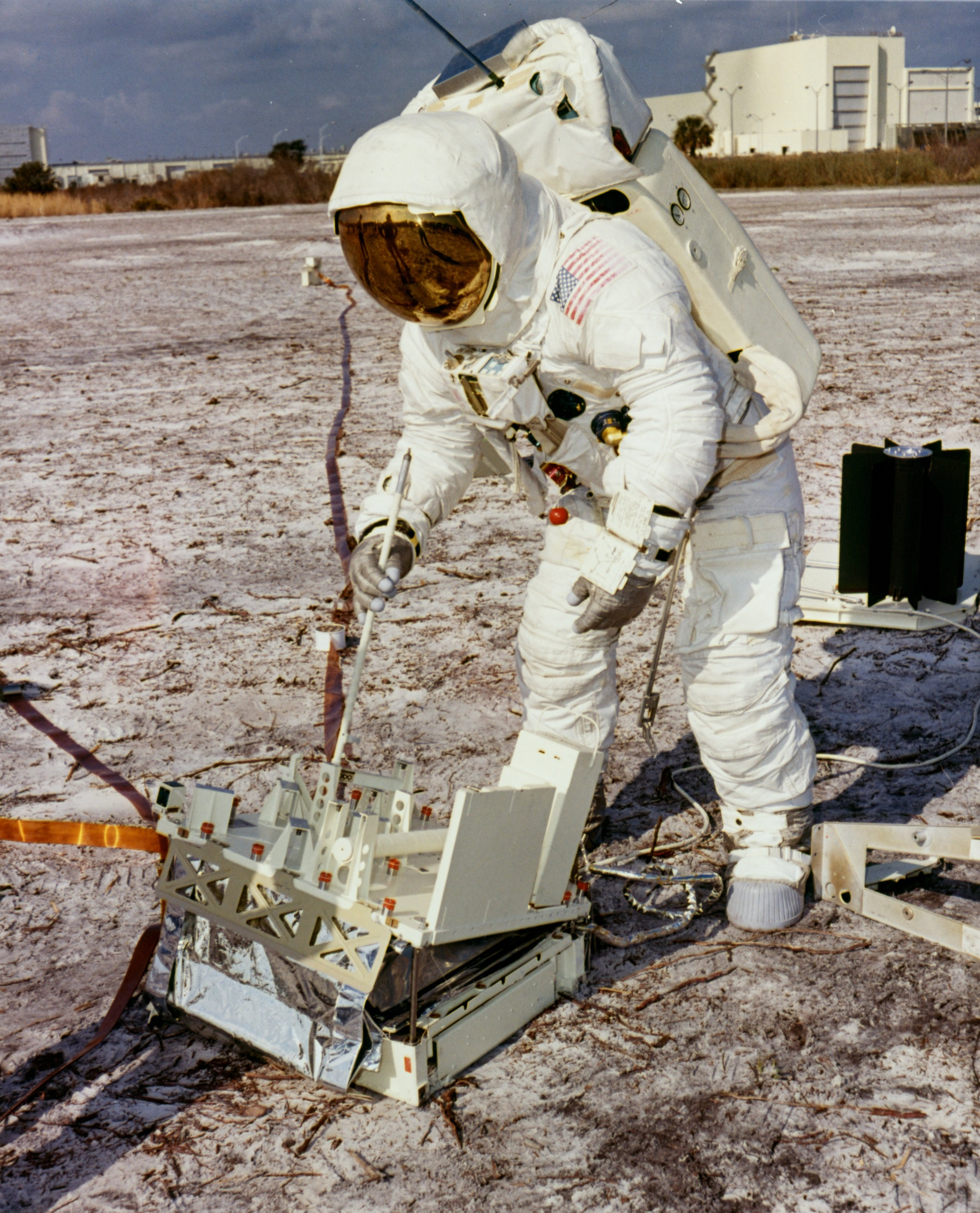
Jim Lovell in addestramento

L'equipaggio principale dell'Apollo 13 è stato sottoposto a oltre 1 000 ore di addestramento specifico per la missione, più di cinque ore per ogni ora prevista nei dieci giorni della missione. Ogni membro dell'equipaggio principale ha effettuato oltre 400 ore nei simulatori del modulo di comando e del LEM, in alcune di queste simulazioni hanno partecipato anche i controllori di volo del centro di controllo, permettendo la simulazione di problemi che sarebbero potuti accadere durante la missione, insegnando agli equipaggi di reagire in caso di emergenza. Vennero, inoltre, utilizzati simulatori specifici.
Gli astronauti dell'Apollo 11 avevano dedicato un tempo molto limitato all'addestramento riguardante la geologia, dovendo impegnarne maggiormente per altre attività a priorità più elevate. All'equipaggio di Apollo 12 venne assegnato un maggiore addestramento di questo tipo, comprese alcune attività di pratica sul campo. Lo scienziato-astronauta Harrison Schmitt osservò che gli astronauti avevano un interesse piuttosto limitato nel campo della geologia e allora propose di ricorrere a un insegnante che potesse essere di maggiore ispirazione. Ottenne così che Lovell e Haise incontrassero il suo vecchio professore, Lee Silver, con cui fecero a loro spese una gita di una settimana per compiere osservazioni geologiche. Alla fine dell'esperienza, Lovell adottò Silver come loro insegnante di geologia coinvolgendolo ampiamente nella pianificazione dell'attività geologica della missione. Nello stesso momento, Farouk El-Baz supervisionò l'addestramento di Ken Mattingly e della sua riserva, Jack Swigert, insegnando loro a compiere attività di fotografia e descrizione della superficie lunare grazie a simulazioni di volo attraverso aerei. El-Baz fece descrivere a tutti e tre gli astronauti dell'equipaggio principale le caratteristiche geologiche che vedevano durante i loro voli tra Houston e il Kennedy Space Center; l'entusiasmo riportato da Mattingly indusse altri astronauti, come il pilota del CSM di Apollo 14, Stuart Roosa, a cercare El-Baz come insegnante.
Preoccupati per il pochissimo propellente rimasto su LEM di Apollo 11 durante la discesa sulla Luna, i pianificatori della missione decisero che a partire dall'Apollo 13 il modulo di comando e servizio avrebbe portato il LEM in un'orbita lunare molto più bassa da cui poi sarebbe iniziato il tentativo di allunaggio. Tale cambiamento faceva parte di uno sforzo per aumentare la quantità di tempo di volo disponibile per gli astronauti mentre le missioni si dirigevano verso terreni più accidentati.
Il piano della missione riguardo ai compiti da svolgere sulla superficie lunare prevedeva di dedicare la prima delle due attività extraveicolari previste al dispiego dell'Apollo Lunar Surface Experiments Package (ALSEP), mentre nella successiva, Lovell e Haise avrebbero indagato sul cratere, vicino al sito di atterraggio programmato. I due astronauti indossarono le tute spaziali per circa 20 sedute di addestramento che compresero tra l'altro la simulazione di raccolta di campioni e l'uso di vari strumenti e altre attrezzature. Eseguirono dei voli parabolici per simulare le condizioni di microgravità o di gravità lunare. Per prepararsi alla discesa sulla superficie della Luna, Lovell pilotò il Lunar Landing Training Vehicle (LLTV). Nonostante il fatto che quattro dei cinque LLTV si siano schiantati durante gli addestramenti del programma Apollo, i comandanti delle missioni hanno sempre considerato che le simulazioni attraverso di essi fossero un'esperienza insostituibile.

## Esperimenti e obiettivi scientifici

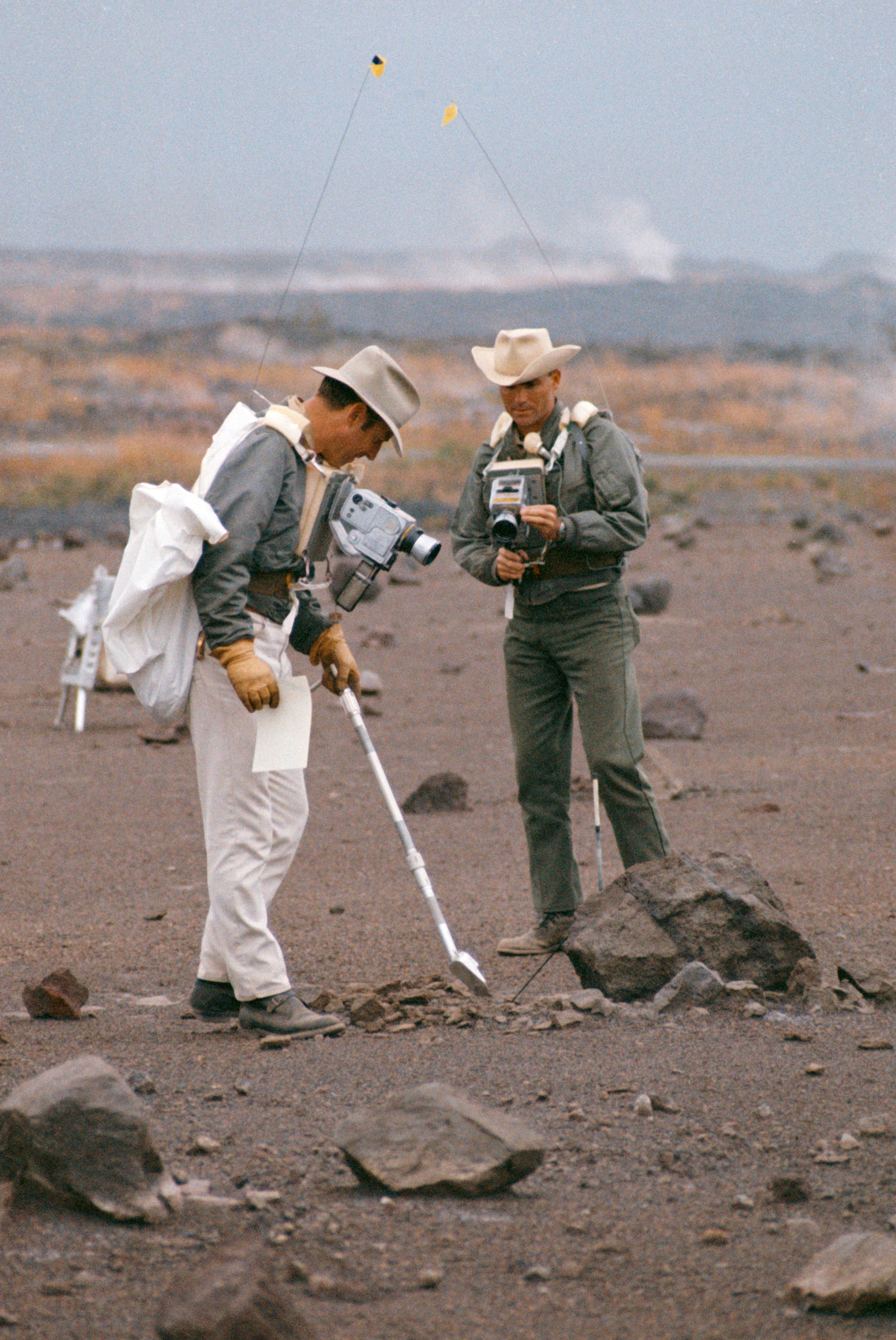
Lovell (a sinistra) e Haise durante l'addestramento geologico alle Hawaii, gennaio 1970

Il sito di allunaggio designato per Apollo 13 si trovava nei pressi del cratere Fra Mauro; si pensava che la formazione Fra Mauro contenesse molto materiale sparso derivante dall'impatto del meteorite che aveva riempito il mare Imbrium all'inizio della storia della Luna. Una datazione di tale materiale avrebbe fornito informazioni non solo sulla Luna, ma anche sulla storia primitiva della Terra. Tale materiale era probabilmente disponibile al cratere Cone, un sito dove si credeva che un impatto avesse perforato in profondità il regolite lunare.
Apollo 11 aveva lasciato un sismometro sulla Luna, ma l'unità alimentata dall'energia solare non sopravvisse alla sua prima notte lunare di due settimane. Ache gli astronauti di Apollo 12 ne avevano lasciato uno, come parte del loro ALSEP, questo alimentato a energia nucleare. Anche Apollo 13 portava con sé un sismometro (noto come Esperimento Sismico Passivo, o PSE), simile a quello di Apollo 12, da lasciare sulla superficie lunare. Quel sismometro sarebbe stato calibrato a seguito dall'impatto del modulo di ascesa del modulo lunare, un oggetto di massa e velocità note che sarebbe stato fatto schiantare, una volta terminato il suo compito, in una posizione conosciuta della Luna.
Altri esperimenti presenti sull'ALSEP di Apollo 13 includevano un Esperimento di Flusso di Calore (HFE), che prevedeva la realizzazione di due profondi fori di 3 metri di profondità sulla superficie. Questa operazione sarebbe stata eseguita da Haise che avrebbe dovuto realizzare anche un terzo foro della medesima profondità per ottenere un carotaggio. Un Esperimento Ambientale dei Particelle Cariche Lunari (CPLEE) avrebbe dovuto misurare i protoni e gli elettroni di origine solare che raggiungevano la Luna. Il pacchetto includeva anche un Rilevatore dell'Atmosfera Lunare (LAD) e un Rilevatore di Polvere, per misurare l'accumulo di detriti. L'Esperimento di Flusso di Calore e il CPLEE volavano per la prima volta su Apollo 13; gli altri esperimenti erano già stati effettuati in precedenza.

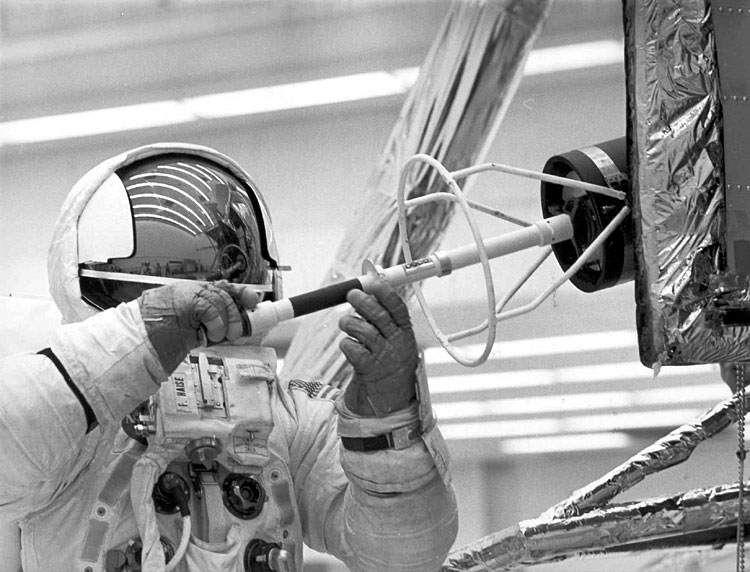
Haise pratica la rimozione della capsula di plutonio dal suo contenitore di trasporto montato sul LM. Il vero contenitore affondò non aperto nell'Oceano Pacifico con il suo contenuto radioattivo.

Per alimentare l'ALSEP venne trasportato lo SNAP-27, un generatore termoelettrico a radioisotopi (RTG). Sviluppato dalla Commissione per l'Energia Atomica degli Stati Uniti, lo SNAP-27 volò per la prima volta su Apollo 12. La capsula, di cui era composto, conteneva circa 3.79 chilogrammi di diossido di plutonio. Il contenitore posto intorno alla capsula per il trasporto sulla Luna era costruito con scudi termici in grafite e berillio, e con parti strutturali in titanio e materiali Inconel. Era stato progettato in tal modo al fine di resistere al calore del rientro nell'atmosfera terrestre piuttosto che disperdere pericolosamente il plutonio in aria in caso che la missione fosse stata interrotta.
A bordo venne portata anche una bandiera degli Stati Uniti per essere innalzata sulla superficie lunare. Per Apollo 11 e 12, la bandiera era stata collocata in un tubo resistente al calore collocato sulla gamba di atterraggio anteriore del modulo lunare; per Apollo 13 venne invece posizionata nell'Assemblaggio di Stoccaggio dell'Attrezzatura Modularizzata (MESA) del modulo di discesa del LM. La struttura per esporre la bandiera sulla Luna fu migliorata rispetto a quella di Apollo 12.
Per la prima volta vennero posizionate delle strisce rosse sul casco, sulle braccia e sulle gambe della tuta spaziale A7L del comandante. Questo fu fatto poiché coloro che esaminavano le immagini scattate durante la missione Apollo 11 avevano lamentato una certa difficoltà a distinguere Armstrong da Aldrin, ma il cambiamento fu approvato troppo tardi per essere implementato già su Apollo 12. Nuove borse per bere che si attaccavano all'interno dei caschi e dovevano essere sorseggiate mentre gli astronauti camminavano sulla Luna furono mostrate da Haise durante l'ultima trasmissione televisiva prima dell'incidente.
Gli obiettivi primari della missione erano: «Eseguire ispezioni selenologiche, rilevamenti e campionamenti di materiali in una regione preselezionata della Formazione Fra Mauro. Distribuire e attivare un pacchetto di esperimenti sulla superficie lunare. Sviluppare la capacità dell'uomo di lavorare nell'ambiente lunare. Ottenere fotografie dei siti di esplorazione candidati.«» Gli astronauti dovevano anche raggiungere altri obiettivi fotografici, inclusa la Gegenschein dall'orbita lunare e della Luna stessa durante il viaggio di ritorno sulla Terra. Parte di questa fotografia doveva essere eseguita da Swigert mentre Lovell e Haise camminavano sulla Luna. Swigert avrebbe anche dovuto scattare fotografie dei punti di Lagrange del sistema Terra-Luna. Apollo 13 aveva dodici macchine da ripresa a bordo, incluse quelle per la televisione e per le riprese in movimento. L'equipaggio doveva anche trasmettere osservazioni radaristiche della Luna per mezzo di un radar bistatico. Nessuna di queste osservazioni fu fatta a causa dell'incidente.

## La missione

### Lancio e iniezione translunare

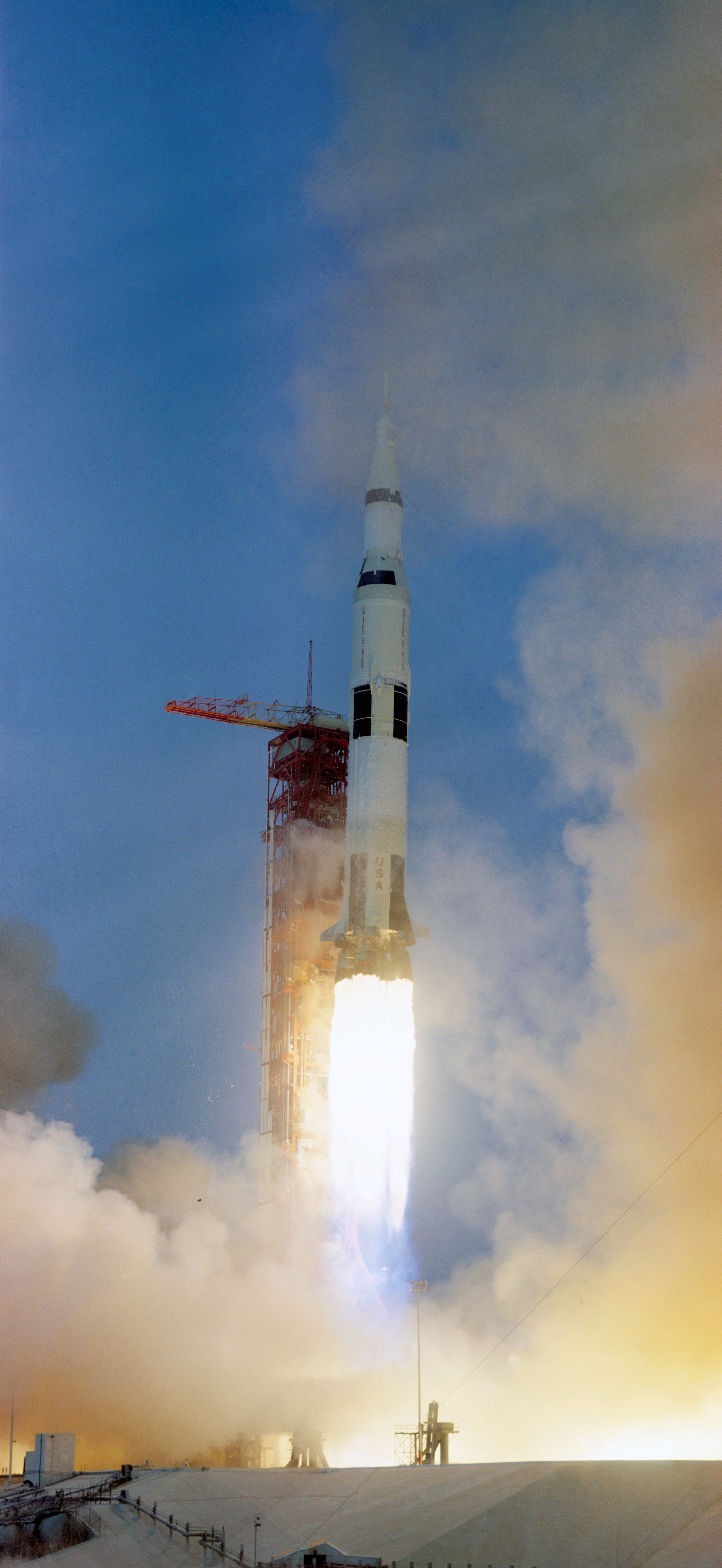
Il lancio, 11 aprile 1970.

La missione Apollo 13 decollò all'ora prevista, alle 13:13 EST (19:13:00 UTC) dell'11 aprile 1970 da Cape Canaveral, Florida. Durante le prime fasi del volo, mentre il razzo stava spingendo la navetta verso l'orbita terrestre, si verificò un'anomalia in quanto il motore centrale (J-2) del secondo stadio del Saturn V si spense con circa due minuti di anticipo, a causa di forti oscillazioni pogo. A partire da Apollo 10, il sistema di guida del razzo era stato progettato per spegnere il motore in risposta alle escursioni della pressione nella camera di combustione. Le oscillazioni pogo si erano già verificate sui razzi Titan, usati durante il programma Gemini, e nelle precedenti missioni Apollo, ma su Apollo 13 risultarono amplificate da un'interazione con la cavitazione della turbopompa. Una soluzione per prevenire questo fenomeno era già presente, ma il calendario già programmato non ne permetteva l'integrazione in Apollo 13. Un'indagine post-volo rivelò che il motore era arrivato vicino a un guasto catastrofico. Per sopperire alla mancanza di spinta il controllo missione decise di far funzionare i rimanenti quattro motori più a lungo del previsto. Anche il motore J-2 del terzo stadio del razzo vettore venne fatto funzionare più a lungo e, nonostante il problema precedentemente descritto, la deviazione dalla traiettoria dell'orbita prevista fu minima e ininfluente per il proseguimento della missione. Circa due ore dopo, venne effettuata un'ulteriore accensione (la manovra di inserzione translunare o TLI) per immettersi su di una traiettoria di trasferimento verso la Luna.
Dopo la TLI, Swigert eseguì le manovre per separarsi dal terzo stadio del Saturn V e per riallinearsi a esso per attraccare il modulo di comando e servizio al LEM. Una volta che il veicolo spaziale Apollo completo si allontanò dal terzo stadio del razzo Saturn V il motore di quest'ultimo venne acceso nuovamente dai controllori di volo a Houston affinché si raggiungesse una rotta che lo portasse a schiantarsi sulla Luna; l'impatto, avvenuto poco più di tre giorni dopo, venne registrato dal sismometro lasciato sulla superficie lunare da Apollo 12, fornendo così dati scientifici sulla struttura della Luna.
Dopo 30 ore 40 minuti e 50 secondi dall'inizio della missione, l'equipaggio eseguì un'accensione del motore principale del modulo di servizio per posizionare la navetta su una traiettoria ibrida. Prima, Apollo 13 si trovava in una traiettoria di ritorno libero, e cioè che se nel caso non ci fossero state accensioni del motore, la navetta sarebbe ritornata sulla Terra dopo aver circumnavigato la Luna. Inoltre, con una traiettoria di ritorno libero l'equipaggio poteva raggiungere solo i siti di allunaggio più vicini all'equatore lunare, mentre con una traiettoria ibrida, che poteva essere intrapresa in qualsiasi momento dopo la manovra di TLI, consentiva di raggiungere siti con latitudini più elevate, come lo era il cratere Fra Mauro. Durante la trasmissione televisiva in diretta, Swigert confessò di aver omesso di presentare la sua dichiarazione dei redditi federale (prevista per il 15 aprile) e, tra le risate dei controllori della missione, chiese come avrebbe potuto ottenere una proroga. Successivamente gli venne concessa una posticipazione di 60 giorni per il fatto di essere stato fuori dal paese alla scadenza.
L'ingresso al LEM per testare i suoi sistemi era stato programmato a 58 ore dall'inizio della missione; quando l'equipaggio si svegliò il terzo giorno della missione, furono informati che era stato posticipato di tre ore e in seguito di un'ulteriore ora. A 55 ore era stata inoltre prevista una diretta televisiva; Lovell, in qualità di comandante, mostrò al pubblico gli interni del loro veicolo spaziale. Il pubblico della trasmissione fu, tuttavia, alquanto limitato, poiché lo scarso interesse da parte del pubblico aveva portato le reti televisive a rifiutare le dirette, costringendo Marilyn Lovell, la moglie di Jim Lovell, a recarsi nella sala VIP del centro controllo missione per guardare il marito e i suoi compagni di equipaggio.

### L'incidente

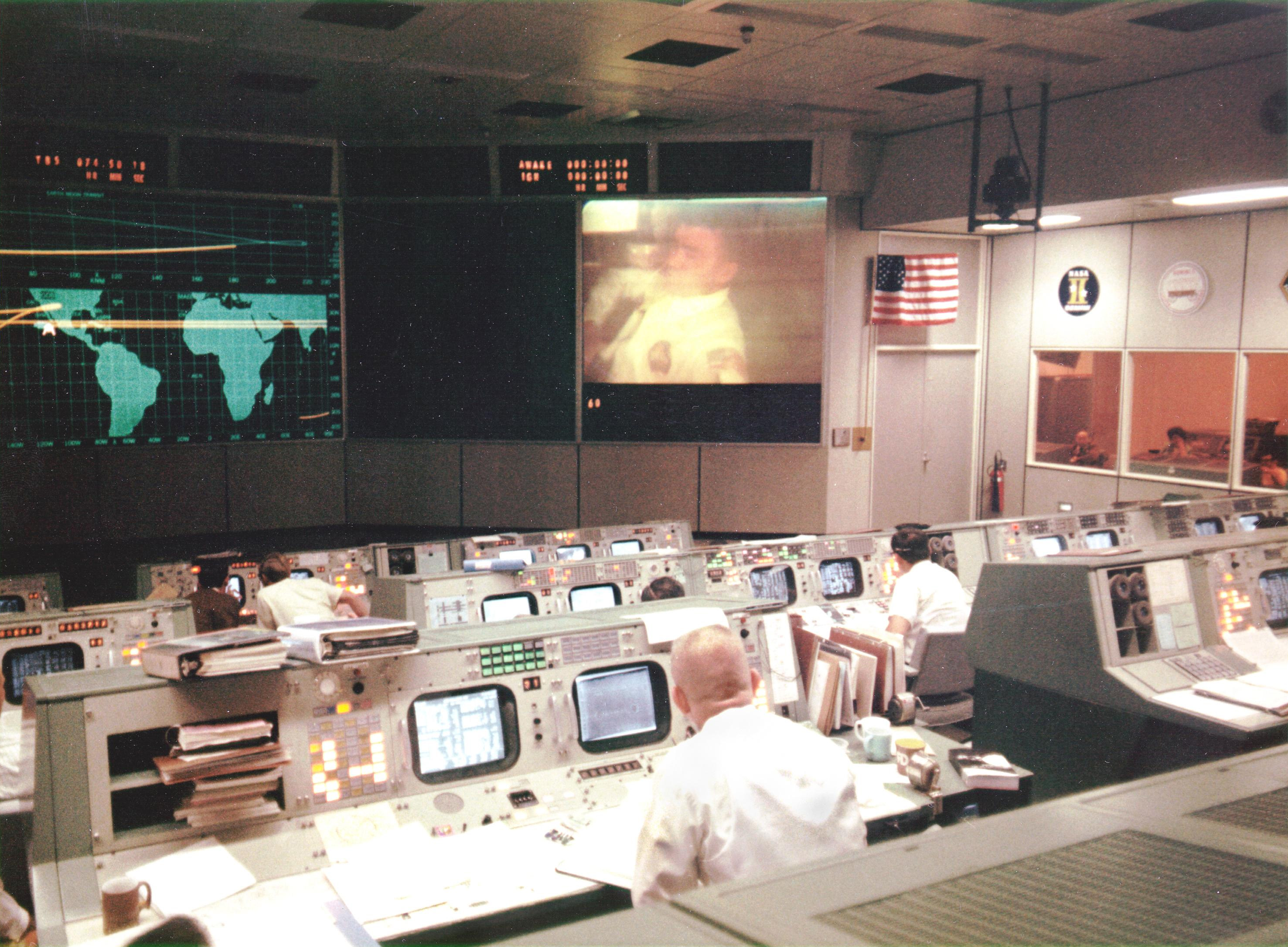
Il centro di controllo missione durante la trasmissione televisiva poco prima dell'incidente

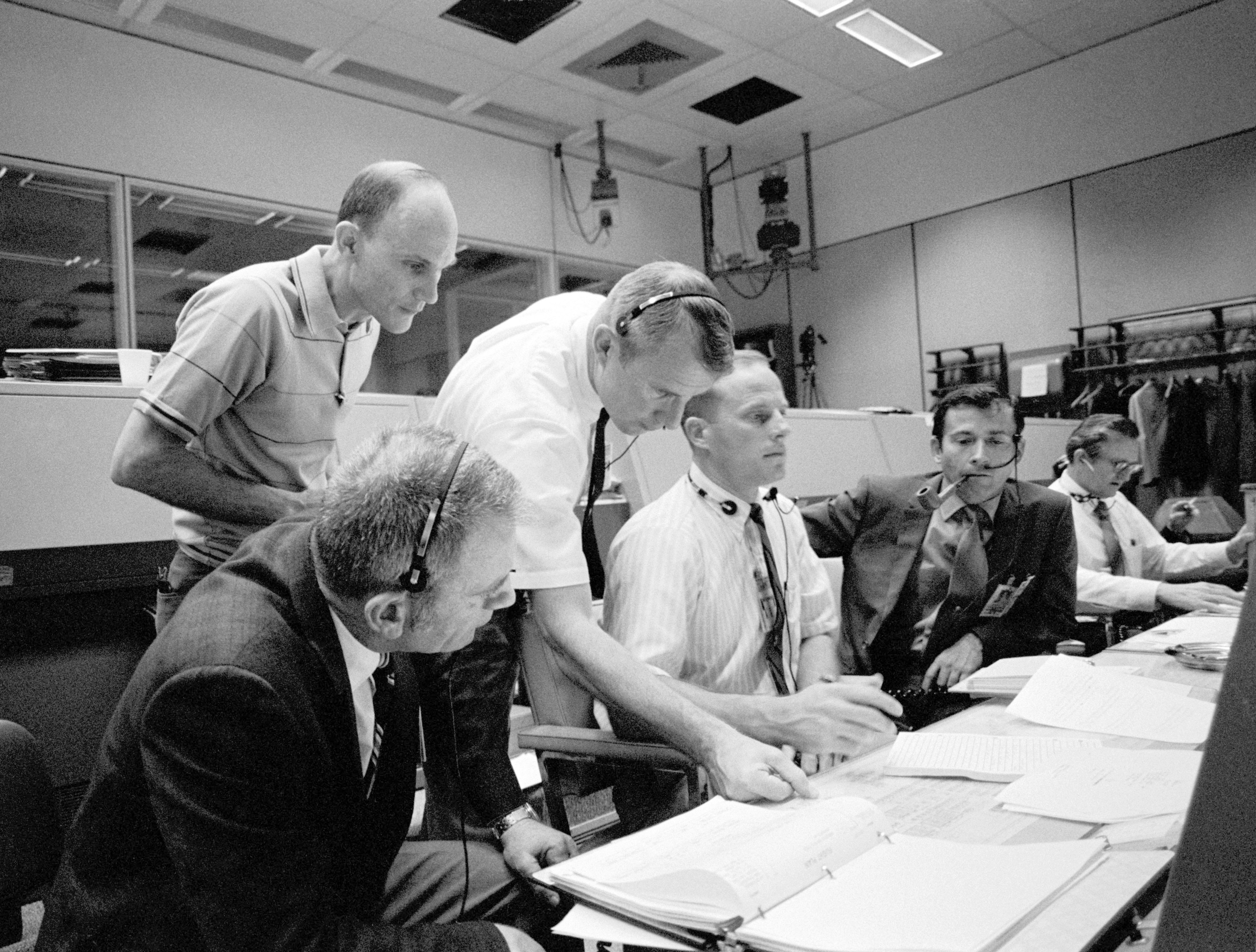
Da sinistra: Deke Slayton, Ken Mattingly, Vance Brand, Jack Lousma, John Young, durante l'incidente.

Circa sei minuti e mezzo dopo la trasmissione televisiva, a quasi 56 ore dal decollo da Terra, Apollo 13 si trovava a circa 330 000 km dalla Terra. In quel momento, Haise stava completando l'arresto dei sistemi del LEM dopo averli testati mentre Lovell riponeva la telecamera. Da Terra, il CAPCOM Jack Lousma inviò a Swigert alcune istruzioni di carattere minore, tra cui quella di cambiare l'assetto della navetta per facilitare la fotografia della cometa C/1969 Y1 Bennett.
Il sensore di pressione di uno dei serbatoi di ossigeno del modulo di servizio era apparso in precedenza mal funzionante e quindi Seymour Liebergot, il controllore incaricato di monitorare il sistema elettrico, richiese l'attivazione dei mescolatori dei serbatoi. Normalmente questa azione veniva eseguita una volta al giorno per rendere più accurate le letture della pressione. Il direttore di volo, Gene Kranz, fece aspettare la richiesta di Liebergot per alcuni minuti, affinché l'equipaggio si sistemasse dopo la fine della trasmissione televisiva, poi Lousma trasmise la richiesta a Swigert che attivò gli interruttori che controllavano i sistemi.
Novantacinque secondi dopo che Swigert ebbe attivato questi interruttori, gli astronauti sentirono un "botto piuttosto grande", accompagnato da fluttuazioni di energia elettrica e dall'accensione dei propulsori di controllo dell'assetto. Per 1,8 secondi vennero perse le comunicazioni e la telemetria verso la Terra, che vennero ripristinate grazie alla commutazione automatica dell'antenna in banda S ad alto guadagno, utilizzata per le comunicazioni translunari, dalla modalità a fascio stretto a quella a fascio largo. L'incidente avvenne dopo 55 ore 54 minuti e 53 secondi (alle ore 03:08 UTC del 14 aprile, 22:08 EST, 13 aprile). 26 secondi dopo, Swigert si rivolse al centro di controllo dicendo una frase che, a posteriori, rimarrà molto famosa: «Okay, Houston, abbiamo avuto un problema qui». Subito dopo Lovell gli fece eco: «Houston, abbiamo avuto un problema. Abbiamo avuto un calo di tensione sul pannello principale B».
Il pensiero iniziale di Lovell nel sentire il rumore fu che Haise avesse attivato la valvola di ripressurizzazione della cabina della LEM, la quale produceva un botto, ma subito si accorse che lo stesso suo compagno non avesse idea di cosa fosse successo. Swigert inizialmente pensò che forse un meteoroide avesse potuto colpire il LEM, ma fu immediatamente chiaro che non vi erano delle perdite. La sottotensione del pannello principale B significava che non vi era tensione sufficiente dalle tre celle a combustibile del modulo di servizio (alimentate da idrogeno e ossigeno provenienti dai rispettivi serbatoi) al secondo dei due sistemi di distribuzione di energia elettrica. Quasi tutte le apparecchiature presenti nel CSM richiedevano energia. Sebbene il bus fosse tornato momentaneamente allo stato normale, presto entrambi i bus A e B si rivelarono in sottotensione. Haise verificò lo stato delle celle a combustibile e scoprì che due di esse erano scariche. Le regole della missione proibivano l'ingresso nell'orbita lunare se non vi fossero state tutte le celle a combustibile operative.

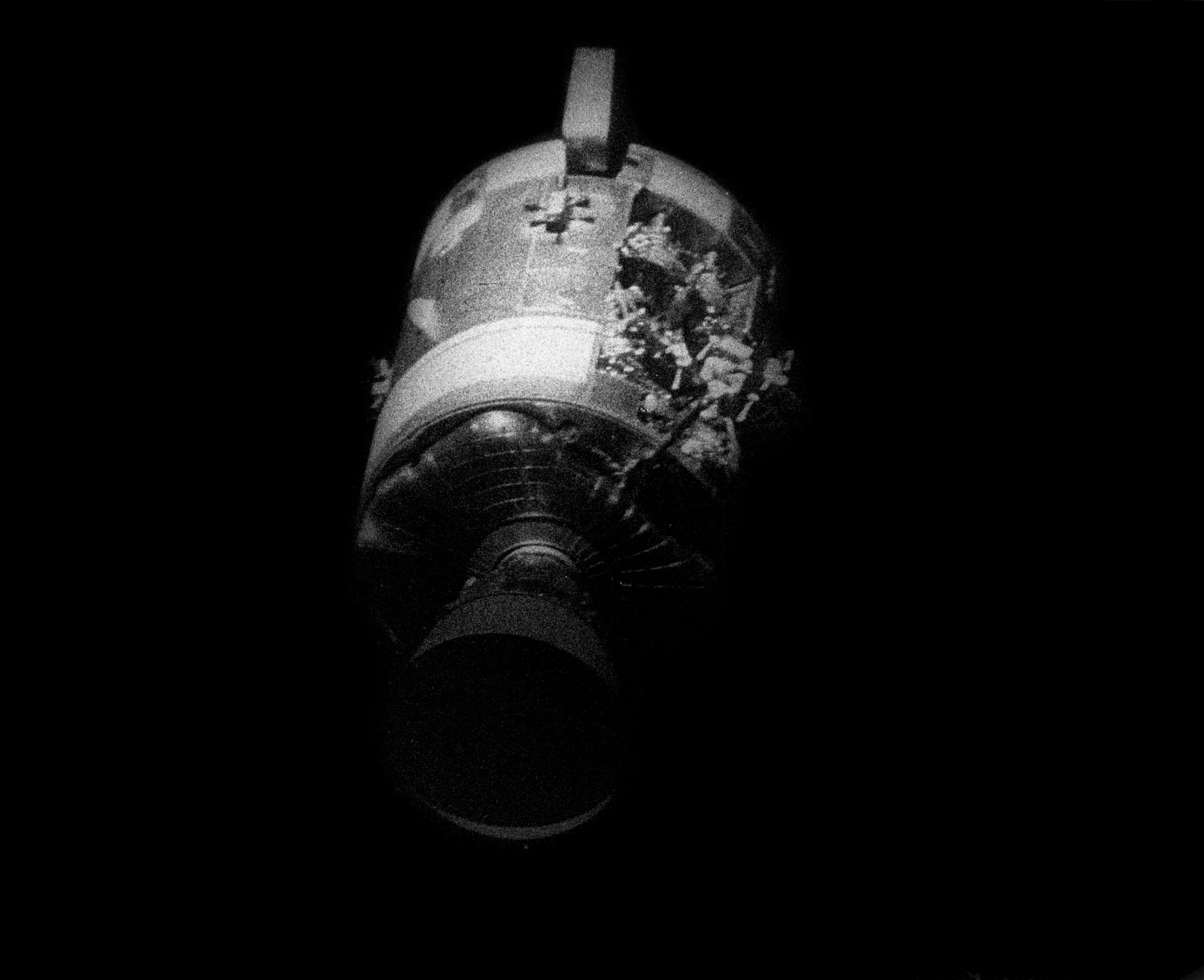
Il modulo di servizio danneggiato (dopo essere stato espulso poco prima della fine della missione), si nota il pannello mancante staccatosi a seguito dell'incidente.

Nei minuti successivi all'incidente, ci furono diverse letture insolite della strumentazione, che mostravano che il serbatoio 2 era vuoto e che la pressione del serbatoio 1 diminuiva lentamente, che il computer sul veicolo spaziale si era ripristinato e che l'antenna ad alto guadagno non funzionava. A causa della tensione del momento, inizialmente Liebergot non si accorse dei preoccupanti valori relativi al serbatoio 2, concentrandosi maggiormente sul serbatoio 1 e credendo che i valori di quest'ultimo valessero anche per il secondo, un errore che fecero anche gli specialisti che lo supportavano. Quando il direttore del volo Kranz gli chiese in merito alla situazione, Liebergot rispose che potevano esserci state delle false letture a causa di un problema di strumentazione. Tuttavia, Lovell, guardando fuori dal finestrino, riferì che «un gas di qualche tipo» si stava disperdendo nello spazio, chiarendo così che vi fosse un problema serio.
Dato che le celle a combustibile avevano bisogno dell'ossigeno per funzionare, quando il serbatoio di ossigeno 1 fosse rimasto vuoto, la cella a combustibile si sarebbe spenta, facendo sì che le uniche fonti significative di energia della navetta sarebbero state le batterie del modulo di comando. Queste sarebbero state necessarie per le ultime ore della missione, ma la cella a combustibile rimanente del modulo di servizio stava già attingendo dai serbatoi del modulo di comando. Kranz, allora, ordinò l'isolamento del serbatoio di ossigeno del modulo di comando, al fine di risparmiarlo, ma ciò significò che la cella a combustibile rimanente si sarebbe esaurita entro due ore, poiché l'ossigeno nel serbatoio 1 veniva consumato e si disperdeva. Inoltre, lo spazio intorno alla navetta spaziale si riempì di piccoli frammenti di detriti provenienti dall'esplosione, rendendo complicato qualsiasi tentativo di usare le stelle per la navigazione. Con questa situazione l'obiettivo della missione divenne, quindi, semplicemente riportare in vita gli astronauti sulla Terra.

### L'esperimento Saturn-Crash

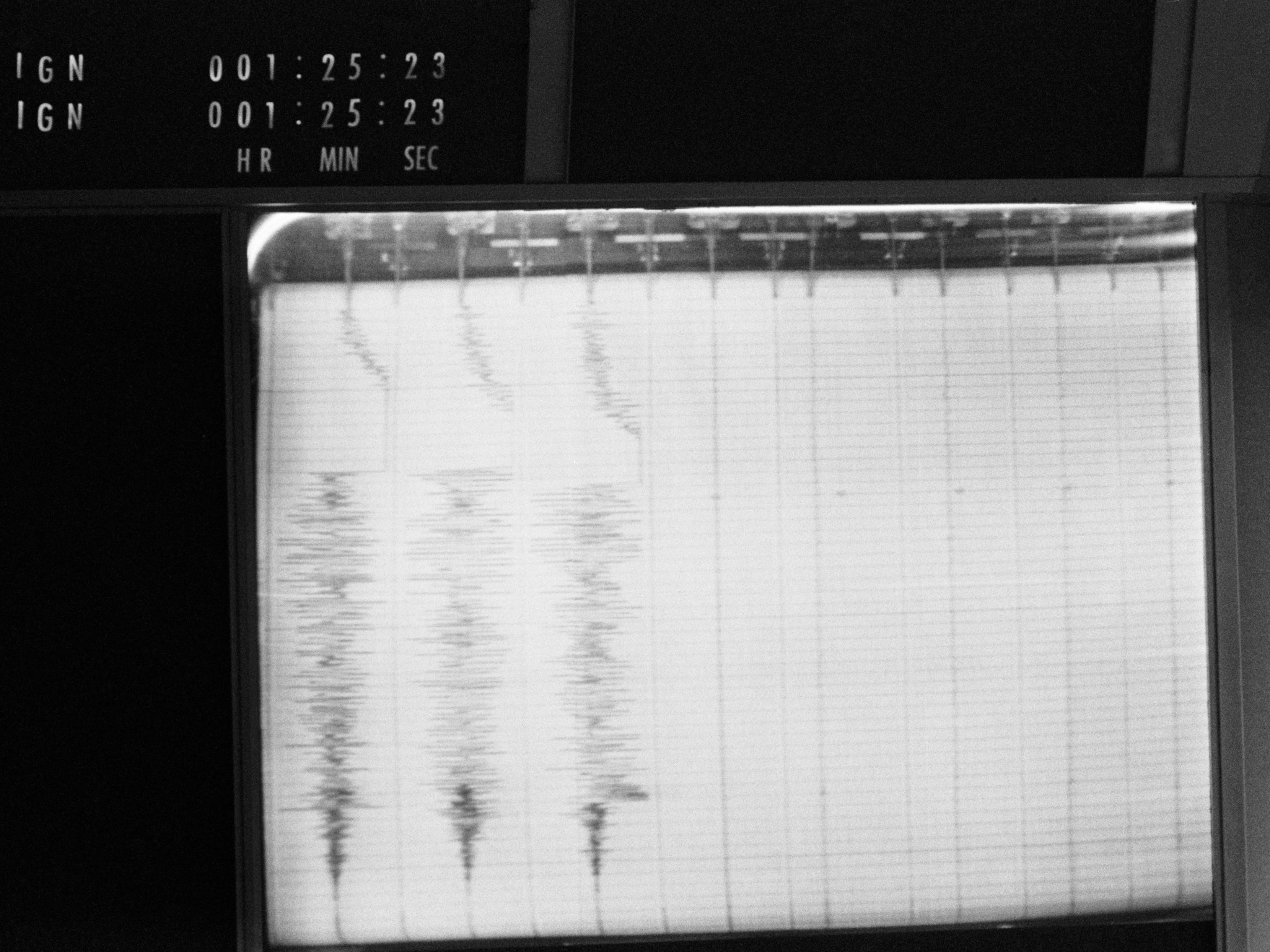
I sismografi registrano l'impatto del terzo stadio del Saturn V

Sullo sfondo della tragedia scampata di poco, si decise di compiere un esperimento che consisteva nel far collidere il terzo stadio del razzo Saturn con la Luna, in breve nominato Saturn-Crash. Poco dopo che il modulo di comando si era staccato e aveva effettuato con successo la manovra d'aggancio del modulo lunare, venne riacceso il motore di questo terzo stadio del razzo vettore Saturn per portarlo su una traiettoria di collisione con la Luna. Tale manovra riuscì perfettamente e tre giorni più tardi, con una massa di circa 14 tonnellate, lo stadio precipitò sulla Luna a circa 120 chilometri a nord-ovest del punto di allunaggio dell'Apollo 12 con una velocità d'impatto di circa 2,5 chilometri al secondo (9000 km/h).
L'impatto aveva una forza paragonabile a quella di un'esplosione generata da circa 10 tonnellate di TNT. Dopo circa 30 secondi, il sismografo posizionato dall'equipaggio dell'Apollo 12 registrò l'impatto. Il conseguente terremoto lunare durò per oltre tre ore. Già prima dell'impatto, il misuratore della ionosfera, anche questo montato durante la missione precedente, registrò la fuga di una nube gassosa visibile e dimostrabile per oltre un minuto. Si presume che l'impatto abbia scagliato delle particelle della superficie lunare fino a un'altezza di 60 chilometri, dove furono ionizzate dalla luce del Sole.

### Orbita attorno alla Luna

La traiettoria seguita da Apollo 13

A causa della perdita di due serbatoi dell'ossigeno del Modulo di Servizio e considerata la quantità di ossigeno richiesta dalle apparecchiature della navicella Apollo, si decise l'interruzione immediata della missione. Il modulo lunare aveva batterie cariche e serbatoi di ossigeno pieni in previsione per l'uso sulla superficie lunare, quindi Kranz ordinò agli astronauti di accendere il modulo lunare (LM) e usarlo come una "scialuppa di salvataggio" uno scenario previsto ma considerato improbabile. Le procedure per l'utilizzo del LM in questo modo erano state sviluppate dai controllori di volo dopo una simulazione di addestramento per Apollo 10 in cui esso si era reso necessario per la sopravvivenza, ma non poteva essere acceso in tempo. Se l'incidente dell'Apollo 13 fosse avvenuto durante il viaggio di ritorno, con il LM già abbandonato, gli astronauti non avrebbero avuto alcuna possibilità di salvezza, come non l'avrebbero avuta se l'esplosione fosse avvenuta in orbita lunare mentre Lovell e Haise si trovavano sulla Luna.
Una decisione cruciale fu la scelta del percorso di ritorno. Una "interruzione diretta" avrebbe previsto l'utilizzo del motore principale del modulo di servizio (SPS) per far ritornare la navicella prima di raggiungere la Luna. Tuttavia, vi era la possibilità che l'incidente avesse danneggiato il motore SPS oltre al fatto che le celle a combustibile avrebbero dovuto durare almeno un'altra ora per soddisfare i requisiti di potenza, cosa non garantita. Alla luce di tutto questo, Kranz decise per un percorso più lungo: la navetta spaziale avrebbe orbitato attorno alla Luna prima di tornare verso la Terra, utilizzando quindi una traiettoria circumlunare di ritorno libero. In quel momento Apollo 13 si trovava su di una traiettoria ibrida che l'avrebbe portata ad inserirsi in un'orbita selenocentrica, ora doveva essere riportata in una traiettoria di ritorno libero. Il Sistema di Propulsione di Discesa (DPS) del modulo lunare, sebbene non potente come lo SPS, era in grado di compiere questa operazione, ma era necessario scrivere nuovo software per i computer del controllo missione poiché non era mai stato previsto che la navicella spaziale Apollo dovesse essere manovrata dal modulo lunare. Mentre il modulo di comando veniva spento, Lovell annotava i dati riguardanti l'orientamento del sistema di guida e eseguiva i calcoli manuali per trasferirli al sistema di guida del modulo lunare, che fino a quel momento era spento; su sua richiesta, i controllori di volo a terra verificavano i suoi calcoli. A 61 ore, 29 minuti e 43.49 secondi venne eseguita un'accensione del DPS per 34.23 secondi che riportò l'Apollo 13 in una traiettoria di ritorno libero.

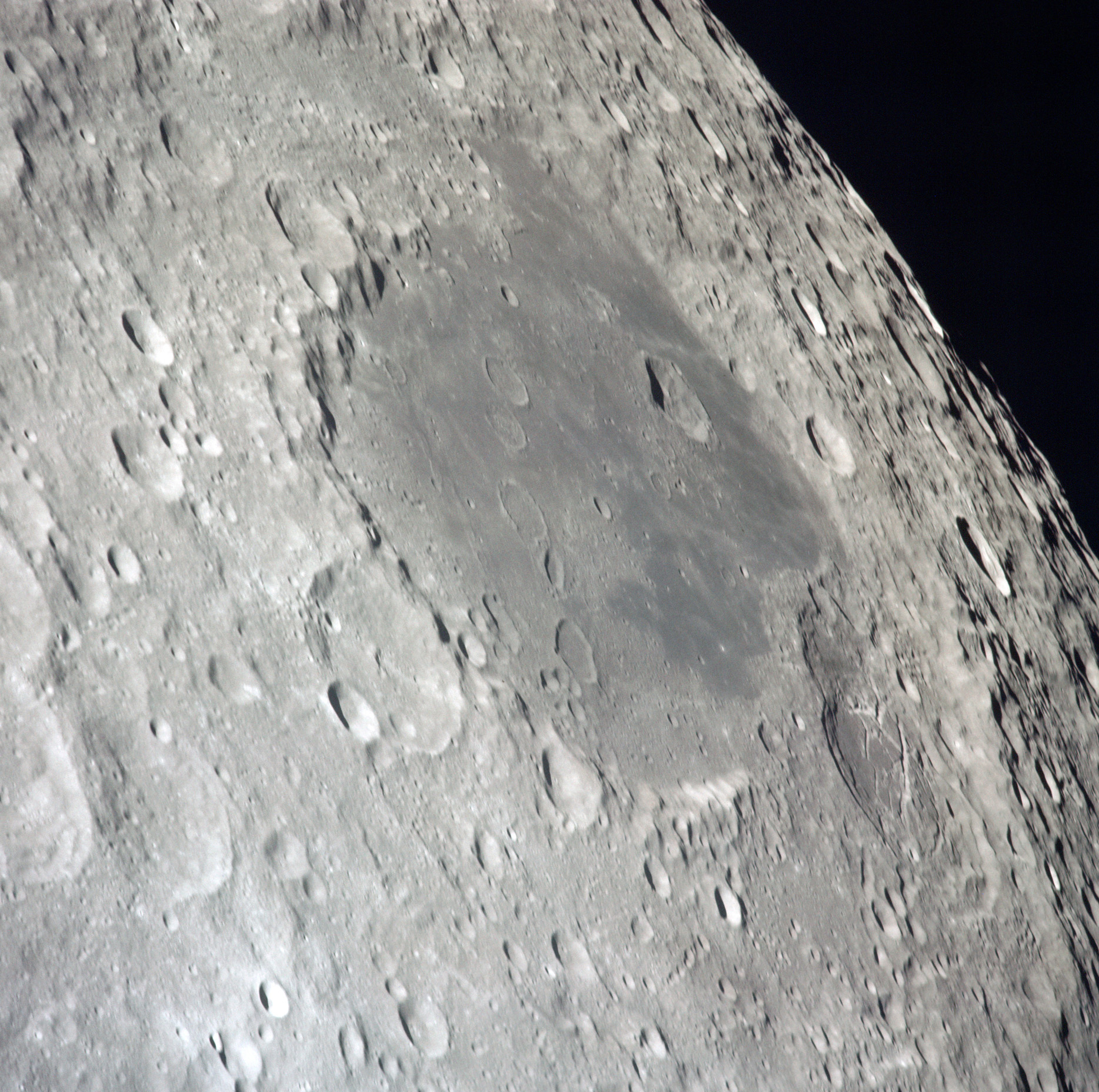
Forografia della Luna scattata dall'equipaggio dell'Apollo 13

A seguito di questa manovra, era previsto che Apollo 13 sarebbe tornata sulla Terra in circa quattro giorni, ammarando nell'Oceano Indiano, dove la NASA aveva poche forze di recupero. Jerry Bostick e gli altri controllori di volo FIDO (Flight dynamics officer) erano ansiosi sia di accorciare il tempo di viaggio sia di spostare il rientro nell'Oceano Pacifico, dove si trovavano le principali forze di recupero. Venne presa in considerazione una opzione che avrebbe ridotto il tempo di ritorno di 36 ore, ma questa richiedeva l'abbandono del modulo di servizio; questo avrebbe esposto lo scudo termico del modulo di comando allo spazio durante il viaggio di ritorno, una situazione per cui non era stato progettato. I controllori FIDO proposero anche altre soluzioni. Dopo una riunione a cui parteciparono funzionari e ingegneri della NASA, il direttore del Manned Spaceflight Center Robert R. Gilruth, decise per effettuare una nuova accensione del motore DPS del modulo lunare, che avrebbe comportato il risparmio di 12 ore e fatto rientrare Apollo 13 nell'Oceano Pacifico. Questa accensione, denominata "PC+2", era programmata per essere effettuata due ore dopo il pericinzio, il punto in cui la navetta sarebbe stata più vicino alla Luna.  Al pericinzio, Apollo 13 stabilì il record (che ancora permane, della distanza più lontana dalla Terra mai raggiunta da una navetta spaziale con equipaggio: 400171 chilometri dalla Terra registrati alle 19:21 EST, 14 aprile (00:21:00 UTC 15 aprile). Il record fu stabilito perché la Luna si trovava in quel momento al punto più lontano dalla Terra. La traiettoria di ritorno libero impostata per l'Apollo 13 comportò una distanza di circa 100 chilometri più elevata dalla faccia nascosta della Luna rispetto ad altre missioni Apollo, ma fu solo un caso, in quanto la variazione della distanza tra la Terra e la Luna, a causa dell'eccentricità dell'orbita lunare, è molto maggiore di 100 km. Una ricostruzione della traiettoria da parte dell'astrodinamico Daniel Adamo nel 2009 registra la distanza massima come 400 046 chilometri () alle 19:34 EST (00:34:13 UTC). Apollo 10 detiene il record per la seconda distanza più lontana con una distanza di 399806 km.
Durante i preparativi per l'accensione, l'equipaggio fu informato che l'S-IVB aveva impattato la Luna come previsto, portando Lovell a commentare, "Beh, almeno qualcosa ha funzionato in questo volo." Il team White di Kranz, che aveva trascorso gran parte del loro tempo supportando altri team e sviluppando le procedure urgentemente necessarie per riportare gli astronauti a casa, prese posto alle proprie console per procedere alla procedura PC+2. Normalmente, l'accuratezza di una tale accensione sarebbe stata assicurata mediante verifica dell'allineamento che Lovell aveva trasferito al computer del modulo lunare con la posizione di una delle stelle usate dagli astronauti per la navigazione, ma la luce riflessa dai molti pezzi di detriti derivanti dall'esplosione che accompagnavano la navetta spaziale rendeva questa verifica impraticabile. Gli astronauti utilizzarono quindi l'unica stella disponibile la cui posizione non poteva essere oscurata, il Sole. Il centro di controllo informò anche che la Luna sarebbe stata centrata nella finestra del comandante del modulo lunare mentre effettuavano l'accensione e che questo era quasi perfetto, meno di 0,3 metri al secondo di errore. L'accensione, effettuata al momento 79:27:38.95 della missione, durò quattro minuti e 23 secondi. Completata l'operazione, l'equipaggio spense la maggior parte dei sistemi del modulo lunare per conservare le risorse.

### Ritorno verso la Terra

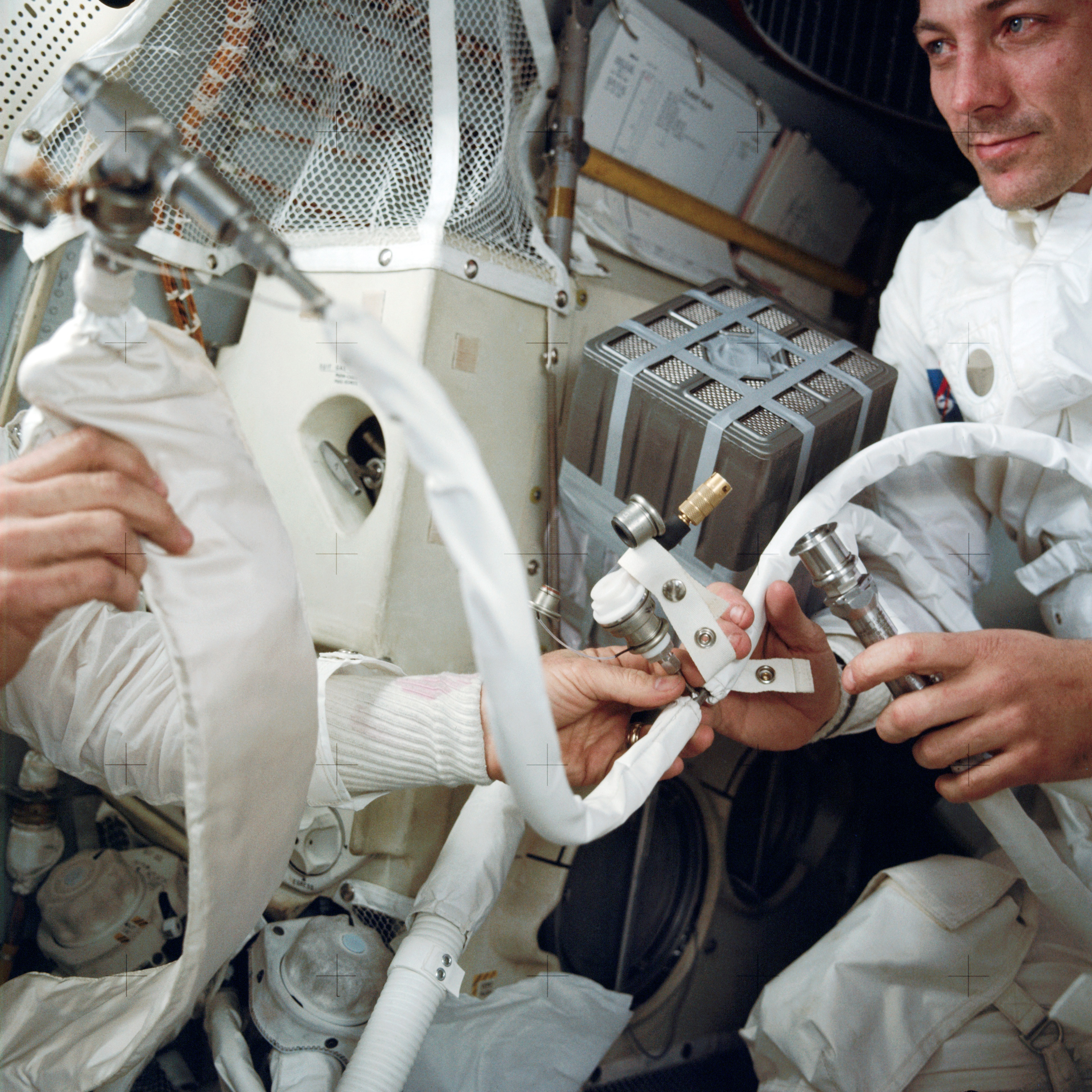
Swigert con il dispositivo improvvisato per adattare i contenitori di idrossido di litio del CM per l'uso nel LM

Il modulo lunare trasportava abbastanza ossigeno per consentire la sopravvivenza degli astronauti fino al rientro, ma rimaneva comunque il problema di rimuovere l'anidride carbonica che veniva assorbita da contenitori di pellet (piccoli cilindri o granuli) di idrossido di litio. I contenitori a disposizione sul modulo lunare, pensati per le esigenze di due astronauti per 45 ore da passare sulla Luna, non erano sufficienti a sostenere tre astronauti per il viaggio di ritorno sulla Terra. Il modulo di comando, invece, aveva abbastanza contenitori, ma erano di forma e dimensioni diverse rispetto a quelli del LM, quindi non potevano essere utilizzati in esso. Gli ingegneri a terra idearono un modo per risolvere l'incompatibilità, usando le copertine di plastica strappate dai manuali delle procedure, nastro adesivo e altri oggetti disponibili sulla navicella. Gli ingegneri della NASA chiamarono questo improvvisato dispositivo "la cassetta delle lettere". La procedura per costruirlo fu letta all'equipaggio dal CAPCOM Joseph Kerwin nell'arco di un'ora e fu costruito da Swigert e Haise. Appena terminato, i livelli di anidride carbonica iniziarono a scendere immediatamente. Lovell in seguito descrisse questa improvvisazione come «un ottimo esempio di cooperazione tra terra e spazio».

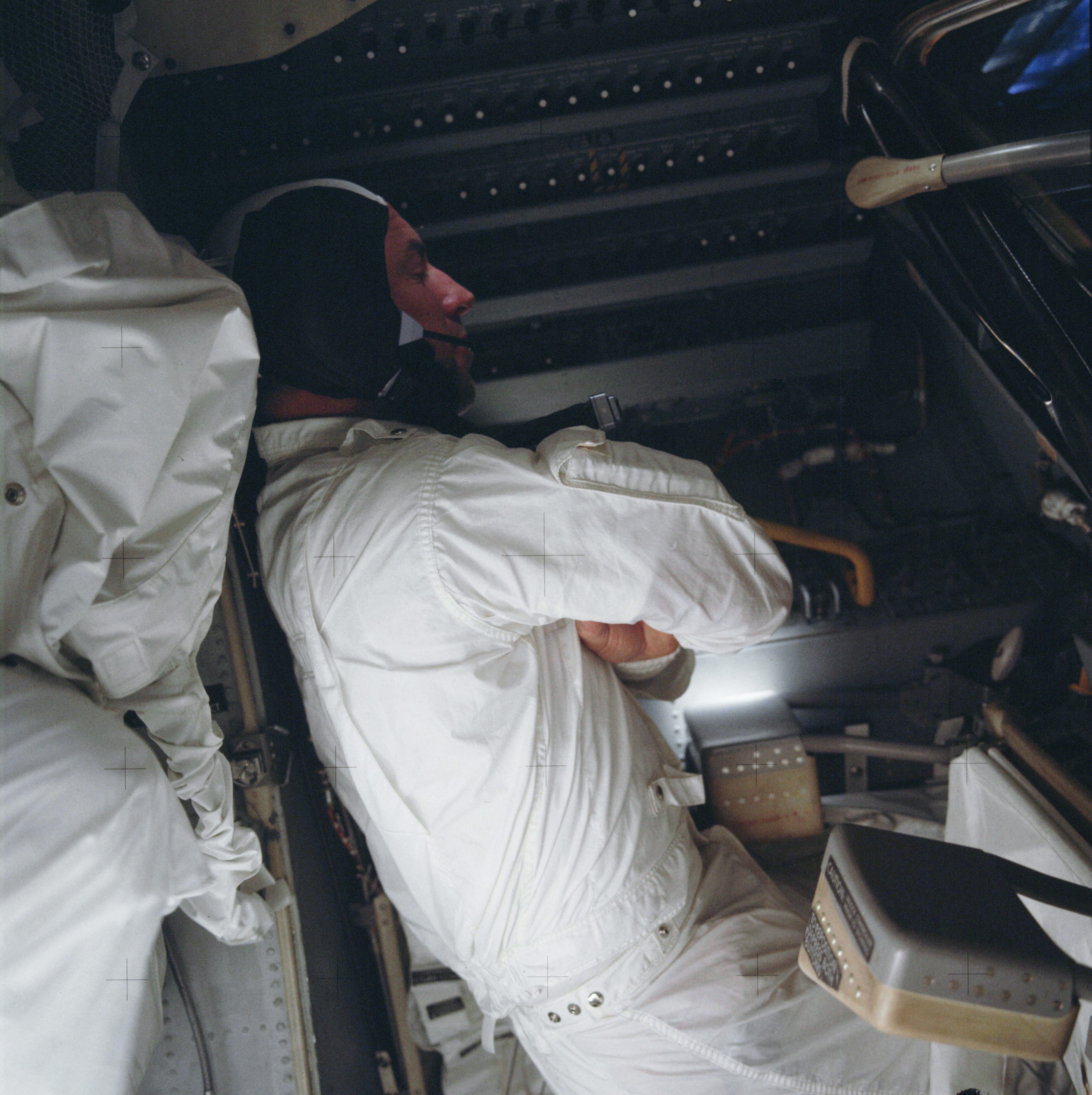
Lovell cerca di riposare nella navicella congelata

La fornitura di energia elettrica del CSM proveniva da celle a combustibile che producevano acqua come sottoprodotto, ma il modulo lunare era alimentato da batterie argento-zinco che non lo facevano, quindi sia l'energia elettrica che l'acqua (necessaria per il raffreddamento delle apparecchiature e per bere) erano elementi critici. Il consumo di energia del LM fu ridotto al minimo possibile; Swigert riuscì a riempire alcune sacche d'acqua dal rubinetto del modulo di comando, ma anche supponendo un razionamento del consumo personale, Haise calcolò che sarebbero rimasti senza acqua per il raffreddamento a circa cinque ore prima del rientro. Questo sembrava, tuttavia, accettabile perché i sistemi del LM di Apollo 11, una volta abbandonati nell'orbita lunare, avevano continuato a funzionare per circa sette o otto ore anche senza acqua. Alla fine, Apollo 13 tornò sulla Terra con 12,8 chilogrammi di acqua rimanente. La razione dell'equipaggio era di 0,2 litri per persona al giorno; i tre astronauti persero complessivamente 14 chilogrammi e Haise sviluppò un'infezione del tratto urinario. Questa infezione fu probabilmente causata dalla ridotta assunzione di acqua, ma la microgravità e gli effetti delle radiazioni cosmiche potrebbero aver compromesso la risposta del suo sistema immunitario al patogeno.
All'interno della navicella oscurata, la temperatura scese fino a 3 °C (38 °F). Lovell pensò di far indossare all'equipaggio le tute spaziali, ma poi decise che sarebbe stato troppo caldo. Invece, Lovell e Haise indossarono gli stivali per l'attività extraveicolare lunare e Swigert si mise una tuta aggiuntiva. Tutti e tre gli astronauti sentirono freddo, specialmente Swigert, che si era bagnato i piedi mentre riempiva le sacche d'acqua e non aveva stivali lunari (poiché non era previsto che camminasse sulla Luna). Poiché era stato detto loro di non scaricare l'urina nello spazio per evitare di compromettere la traiettoria, dovettero conservarla in sacche. L'acqua si condensava sulle pareti e probabilmente anche dietro la strumentazione, tuttavia questo non causò problemi, in parte grazie ai miglioramenti nell'isolamento elettrico introdotti dopo l'incendio di Apollo 1. Nonostante tutto, l'equipaggio si lamentò poco.
Il controllore di volo John Aaron, insieme a Mattingly e a diversi ingegneri e progettisti, ideò una procedura per riattivare il modulo di comando dal completo spegnimento, una procedura che non era mai stata prevista da effettuarsi in volo, tanto meno nelle severe condizioni in cui si trovava in quel momento Apollo 13. Gli astronauti portarono a termine la procedura senza apparente difficoltà: Kranz in seguito attribuì la loro sopravvivenza al fatto che tutti e tre gli astronauti erano stati piloti collaudatori, abituati a lavorare in situazioni critiche con la vita in gioco.
Riconoscendo che le condizioni di freddo, combinate con il riposo insufficiente, avrebbero ostacolato la già complicata attivazione del modulo di comando prima del rientro, a 133 ore dall'inizio della missione, i controllori a Terra diedero a Lovell l'ok per riaccendere completamente il LM per alzare la temperatura della cabina, il che includeva il riavvio del computer di guida. Avere il computer del LM in funzione permise a Lovell di effettuare un avvistamento di navigazione e calibrare l'unità di misura inerziale (IMU) del modulo lunare. Con il computer del modulo lunare in grado di conoscere la sua posizione e orientamento, il computer del modulo di comando poté essere successivamente calibrato in un'inversione delle normali procedure utilizzate per configurare il LM, riducendo i passaggi del processo di riavvio e aumentando l'accuratezza del rientro controllato tramite PGNCS.

### Rientro e ammaraggio

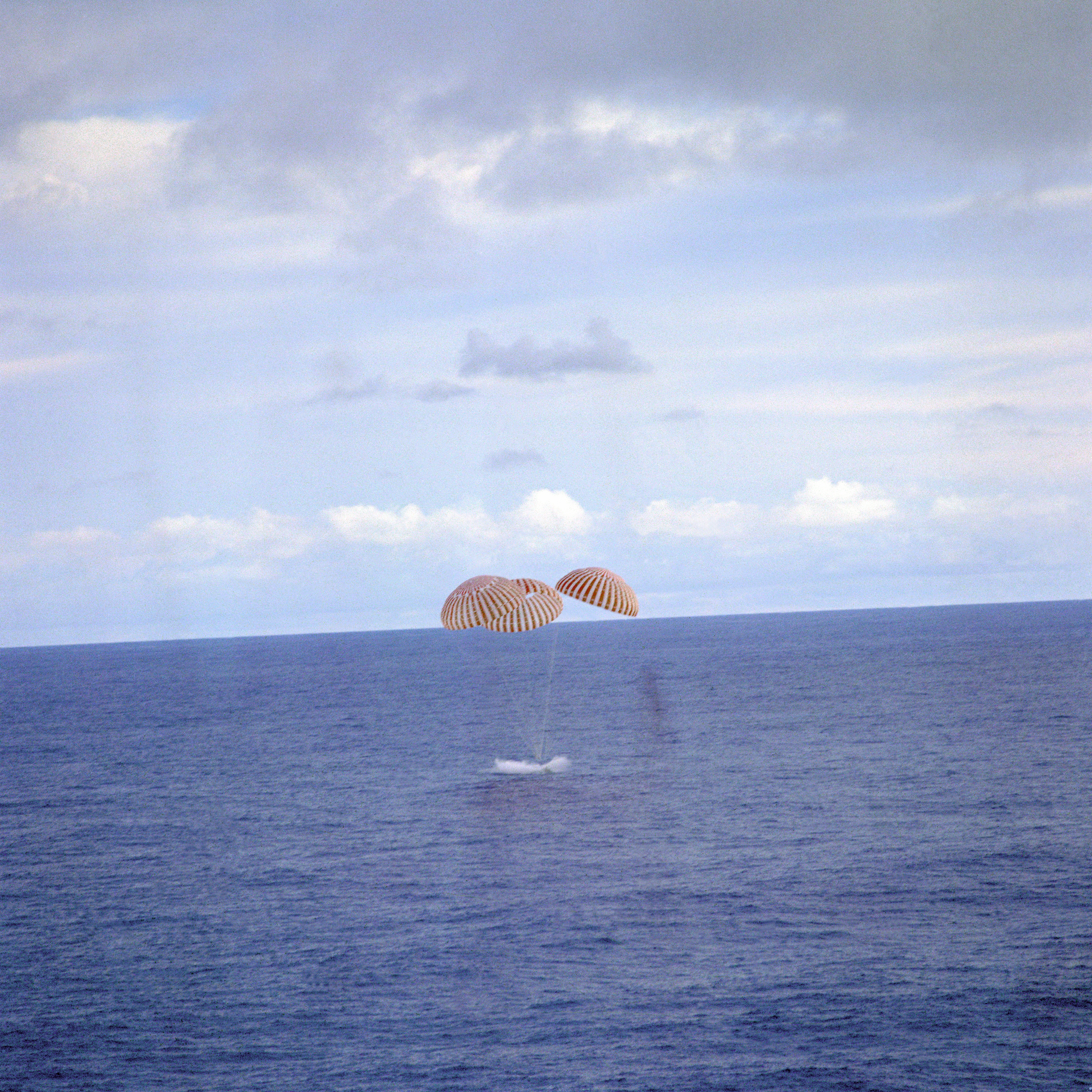
Apollo 13 ammara nell'Oceano Pacifico il 17 aprile 1970

Nonostante l'accuratezza della traiettoria di inserzione terrestre, la navetta spaziale si allontanò lentamente dalla rotta, richiedendo un'ulteriore correzione. Dato che il sistema di guida della LEM era stato spento dopo l'accensione PC+2, all'equipaggio fu chiesto di utilizzare come riferimento la linea tra la notte e il giorno sulla Terra, una tecnica già usata dalla NASA nelle missioni in orbita terrestre, ma mai durante il viaggio di ritorno dalla Luna. Questa accensione, avvenuta a 105 ore, 18 minuti e 42 secondi, durata in tutto 14 secondi, riportò l'angolo di traiettoria di volo entro i limiti sicuri. Ciononostante, venne richiesta una nuova accensione a 137 ore, 40 minuti e 13 secondi, questa volta effettuata utilizzando i motori del sistema di controllo dell'assetto RCS del LEM, che rimasero accesi 21,5 secondi. Meno di mezz'ora dopo, l'equipaggio abbandonò il modulo di servizio, permettendogli di osservare per la prima volta il danno conseguente all'incidente e di fotografarlo. Gli astronauti riferirono la mancanza di un intero pannello dall'esterno del modulo di servizio, che le celle a combustibile poste sopra il serbatoio di ossigeno si erano inclinate, che l'antenna ad alto guadagno era danneggiata e che c'era una notevole quantità di detriti intorno. Haise vide dei probabili danni alla campana del motore, convalidando la decisione presa da Kranz di non usarlo.

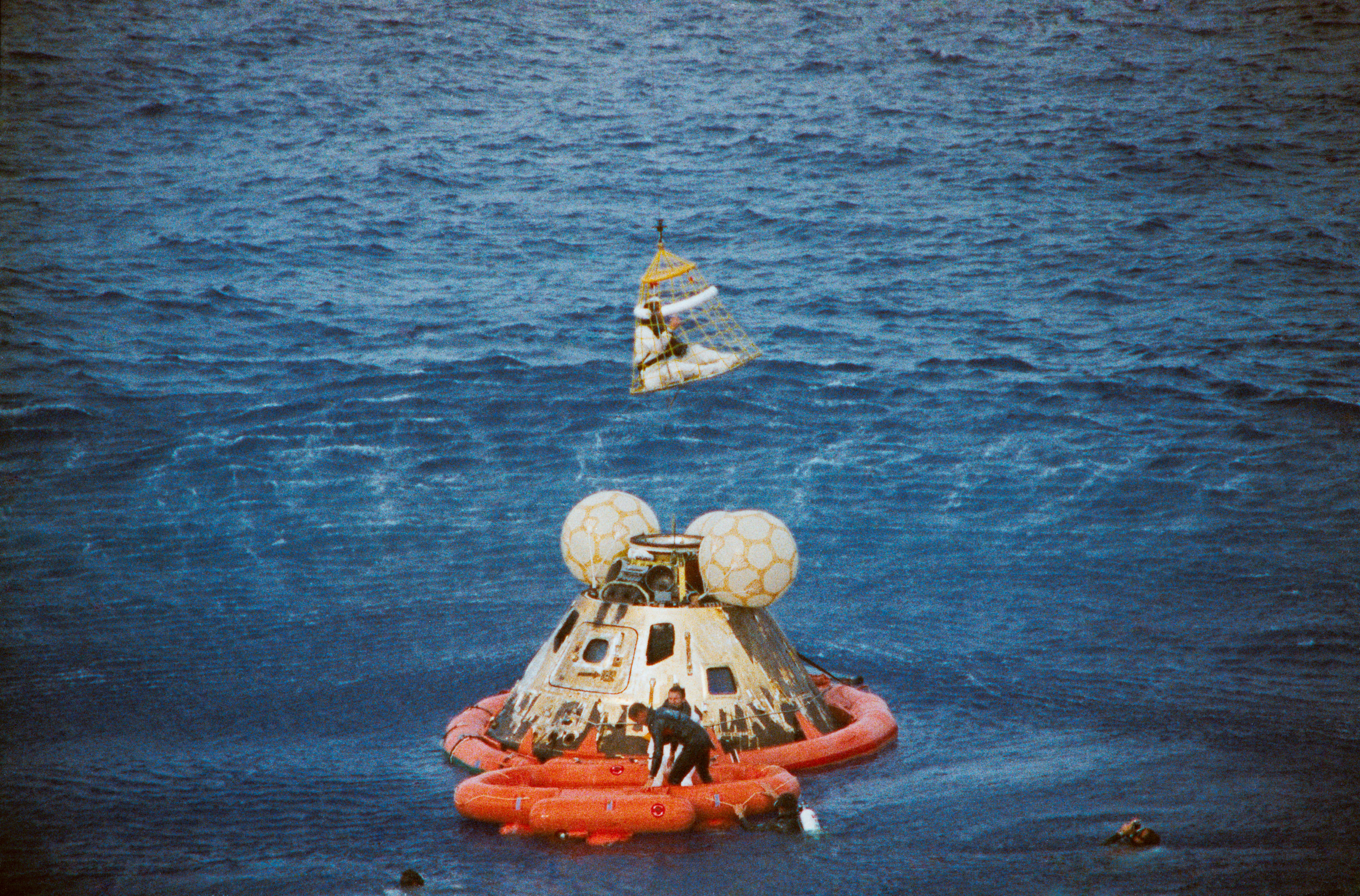
Operazioni di recupero, qui Swigert.

L'ultimo problema da risolvere fu quello di come separare il modulo lunare a una distanza di sicurezza dal modulo di comando poco prima del rientro. La normale procedura, da effettuarsi in orbita lunare, era quella di rilasciare il LEM e quindi utilizzare l'RCS del modulo di servizio per allontanarsi, ma in quel momento il modulo di servizio era già stato abbandonato. La Grumman, l'azienda produttrice del LEM, incaricò un team di ingegneri dell'Università di Toronto, guidato dallo scienziato Bernard Etkin, di risolvere il problema della quantità di pressione dell'aria da utilizzare per separare i moduli e gli astronauti applicarono la soluzione con successo. Il LEM venne, quindi, abbandonato e rientrò nell'atmosfera terrestre bruciando e disintegrandosi con i pochi pezzi integri che precipitarono nell'oceano.

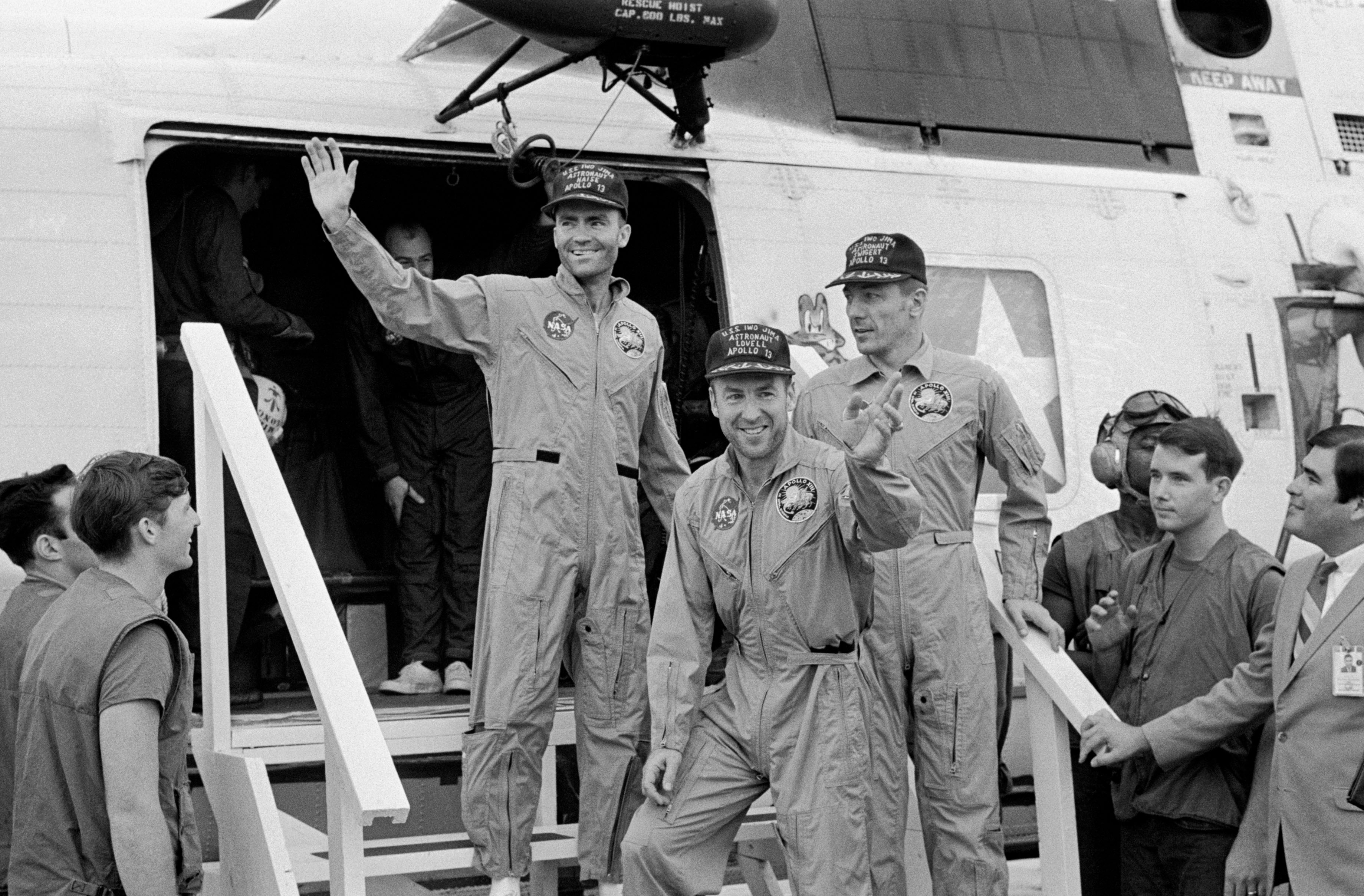
Lovell, Swigert e Haise mentre vengono accolti con entusiasmo dall'equipaggio dell'USS Iwo Jima.

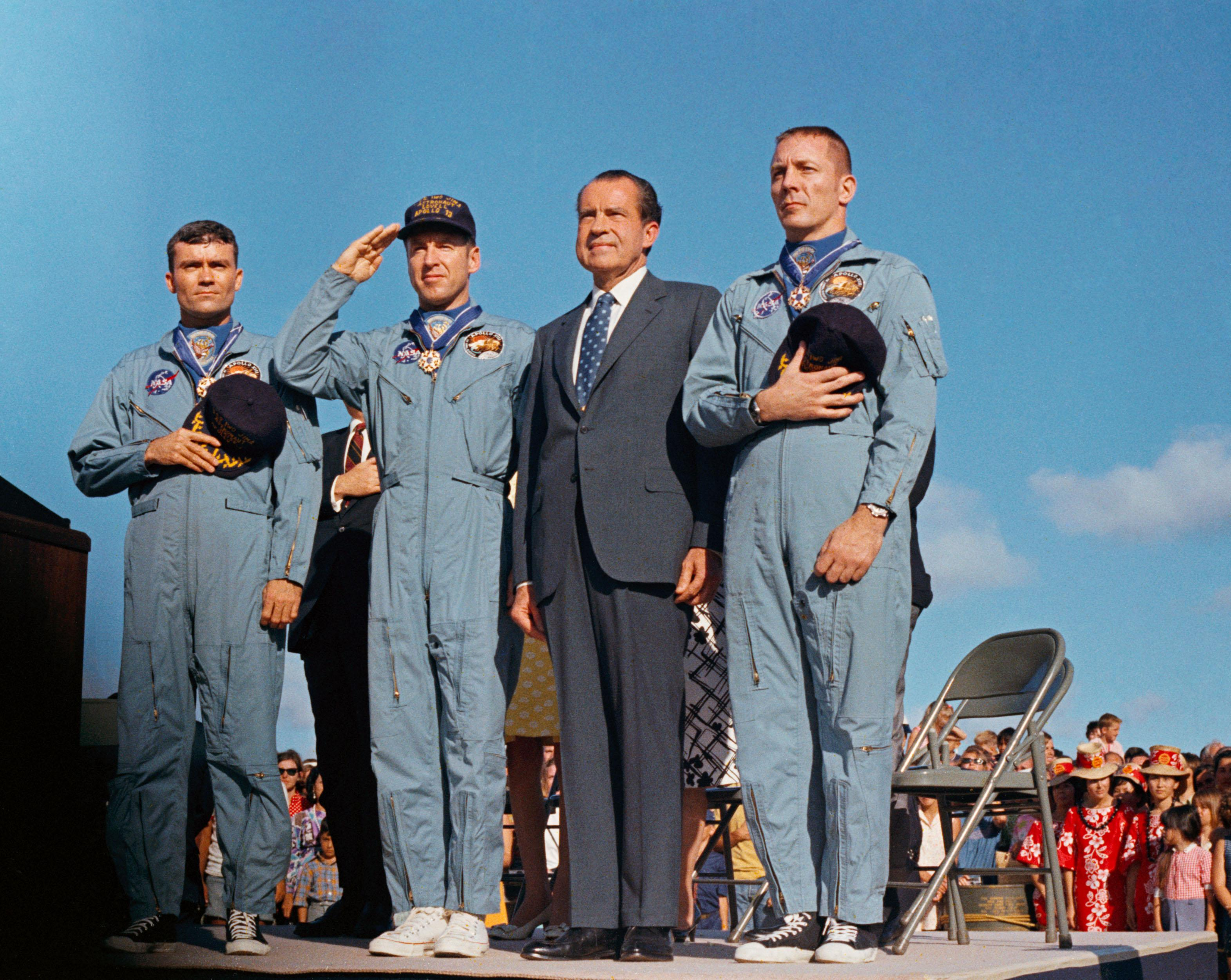
Equipaggio dell'Apollo 13 con Richard Nixon appena dopo la premiazione con la Medaglia presidenziale della libertà

Col modulo bruciò anche la stazione ALSEP, con le sue pile atomiche contenenti 3,9 kg di plutonio-238. Per evitare il rischio di rilascio di materiale radioattivo, su richiesta della Commissione per l'energia atomica degli Stati Uniti d'America, fu scelto come punto di rientro un'area sovrastante l'oceano Pacifico; la pila era stata comunque progettata per resistere al rientro nell'atmosfera terrestre e ammarò al largo di Tonga, uno dei punti più profondi dell'oceano. Rilievi effettuati successivamente per mezzo di elicotteri non mostrarono alcuna perdita di radioattività. La ionizzazione dell'atmosfera attorno al modulo di comando durante il rientro comportava un'interruzione nelle comunicazioni della durata, generalmente, di quattro minuti. La particolare traiettoria di rientro dell'Apollo 13 allungò questo tempo a sei minuti, più a lungo del previsto; i controllori temettero che lo scudo termico del modulo di comando avesse ceduto. Apollo 13 riacquistò il contatto radio e si ammarò in sicurezza nell'oceano Pacifico meridionale, a 21°38′24″ S 165°21′42" O, a sud-est delle Samoa americane e a 6,5 km dalla nave di recupero, l'USS Iwo Jima. Sebbene provato, l'equipaggio si trovò in buone condizioni con l'eccezione di Haise, che soffriva di una grave infezione del tratto urinario a causa dell'insufficiente assunzione di acqua. L'equipaggio trascorse la notte sulla nave e volò a Pago Pago, il giorno successivo. Successivamente si recarono alle Hawaii, dove il presidente Richard Nixon assegnò loro la medaglia presidenziale della libertà, la più alta onorificenza civile. Il giorno dopo furono riportati in aereo a Houston.
Sulla strada per Honolulu, il presidente Nixon fece tappa a Houston per assegnare la medaglia presidenziale della libertà al team delle operazioni dell'Apollo 13. Inizialmente il programma prevedeva di assegnare il premio all'amministratore della NASA, Thomas O. Paine, ma Paine stesso raccomandò di conferirlo al team. Solo durante l'ispezione post-atterraggio si scoprì un ulteriore malfunzionamento: un cedimento meccanico di un o-ring, non installato correttamente, che portò all'apertura di una falla nel serbatoio contenente il gas propulsivo necessario all'espulsione della copertura dei paracadute. L'ugello relativo non funzionò, ma grazie alla ridondanza del sistema gli altri ugelli riuscirono comunque a espellere la pesante copertura metallica.

## Reazioni del pubblico e dei media

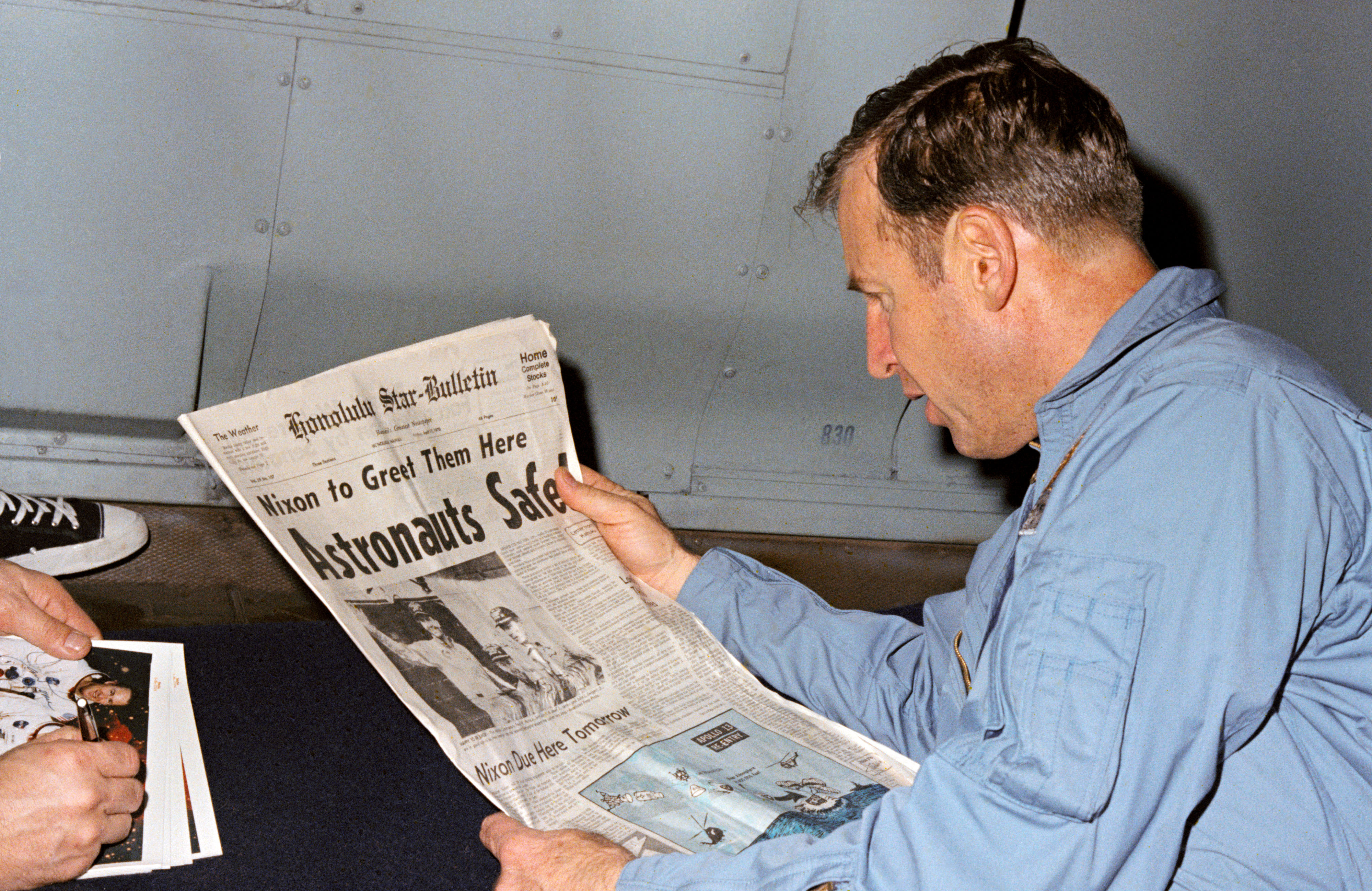
Jim Lovell legge un giornale che parla della missione

L'interesse mondiale per il programma Apollo fu risvegliato dall'incidente; la copertura televisiva fu seguita da milioni di persone. Quattro navi sovietiche si diressero verso l'area di ammaraggio prevista per fornire eventuale assistenza, e altre nazioni offrirono aiuto nel caso in cui la navetta fosse dovuta atterrare altrove. Il presidente Nixon cancellò gli impegni, telefonò alle famiglie degli astronauti e si recò al Goddard Space Flight Center della NASA a Greenbelt, nel Maryland, dove venivano coordinate le operazioni di tracciamento e comunicazione dell'Apollo.
Con l'eccezione del primo sbarco sulla Luna di Apollo 11, il salvataggio di Apollo 13 ricevette più attenzione pubblica di qualsiasi altro volo spaziale avvenuto fino a quel momento. Ci furono titoli di giornale in tutto il mondo, e le persone si riunirono attorno ai televisori per seguire gli ultimi sviluppi, trasmessi da reti che interrompevano i programmi regolari per dare gli aggiornamenti. Papa Paolo VI guidò un gruppo di 10000 persone per pregare per il ritorno sicuro degli astronauti; dieci volte tanto furono le persone che pregarono per il medesimo scopo in India durante una festa religiosa. Il Senato degli Stati Uniti il 14 aprile approvò una risoluzione che invitava le imprese a fermarsi alle 21:00 ora locale per permettere ai dipendenti di pregare.
Si stima che 40 milioni di americani abbiano seguito in diretta l'ammaraggio dell'Apollo 13, trasmesso da tutte e tre le reti, con altri 30 milioni che guardarono almeno una parte della telecronaca di 6 ore e mezza. Probabilmente più persone seguirono l'evento al di fuori degli Stati Uniti. Jack Gould del The New York Times dichiarò che Apollo 13, «avvicinandosi così tanto a un disastro tragico, probabilmente ha unito il mondo in una preoccupazione comune più di quanto avrebbe fatto un altro riuscito sbarco sulla Luna».

## Indagini e modifiche

### Indagini sull'incidente

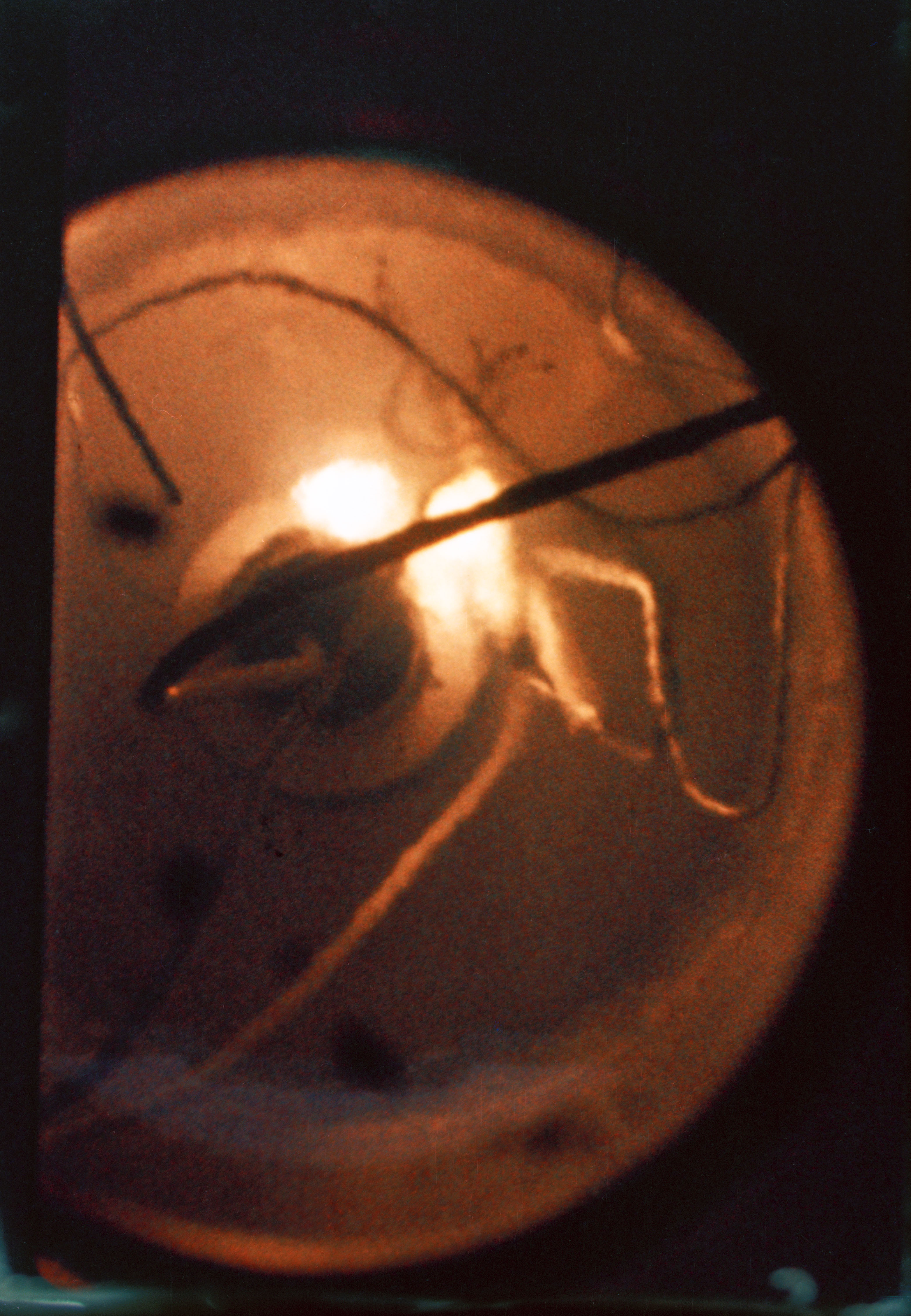
Principio di incendio che ha successivamente causato l'esplosione, riprodotto post-volo in laboratorio.

Dopo questa missione si svolse una lunga indagine sulle cause dell'incidente e la navicella Apollo venne modificata per evitare lo stesso problema in seguito. L'inchiesta, diretta da Edgar Cortright, ricostruì chiaramente la catena di eventi che portò all'incidente (nessuno dei quali, preso singolarmente, era grave). Tutto ciò è riportato anche nel citato libro di Lovell e Kluger. Dai registri di manutenzione risultava che il serbatoio di ossigeno n. 2, durante alcuni lavori eseguiti due anni prima, aveva subito un leggero urto che apparentemente non aveva provocato danni.
Due settimane prima del lancio venne effettuata la prova generale di conto alla rovescia, durante la quale vennero compiute tutte le operazioni (compreso il riempimento dei serbatoi) che poi sarebbero state ripetute prima del vero lancio. A prova conclusa i serbatoi dovevano essere svuotati; in particolare l'ossigeno liquido avrebbe dovuto essere spinto fuori dal serbatoio da ossigeno gassoso pompato attraverso un apposito tubo costruito per quell'unico scopo. Conseguentemente ci si accorse che il serbatoio n. 2 non riuscì a svuotarsi; evidentemente il tubo di drenaggio si era danneggiato nell'urto di due anni prima. Considerando che comunque quell'inconveniente non avrebbe influito sul funzionamento in volo e che una sostituzione del serbatoio avrebbe provocato un ritardo leggero ma sufficiente a far perdere la "finestra" di lancio, venne decisa una procedura alternativa: far uscire l'ossigeno (tenuto normalmente a temperature inferiori a -200 ºC) riscaldandolo oltre la sua temperatura di ebollizione accendendo le resistenze interne al serbatoio. Lo stesso Lovell, a cui spettava la decisione finale in qualità di comandante, autorizzò la procedura.
L'impianto elettrico del modulo di servizio funzionava normalmente con la tensione a 28 volt fornita dalle celle a combustibile, ma durante i collaudi (e durante questa operazione imprevista) veniva alimentato con una tensione di 65 volt fornita dalla torre di lancio; ciò era possibile grazie a una modifica di progetto eseguita nel 1965. Tuttavia non erano stati adeguati i termostati. Quando la temperatura raggiunse i 26 °C il termostato si bruciò per la sovratensione, le resistenze non si spensero e presumibilmente fecero aumentare la temperatura a oltre 500 °C, valore sufficiente a danneggiare il rivestimento in teflon dei cavi elettrici. Questo creò il rischio di scintille e di fatto le produsse quando fu azionata l'alimentazione elettrica al sistema di rimescolamento dell'ossigeno.

### Modifiche intraprese

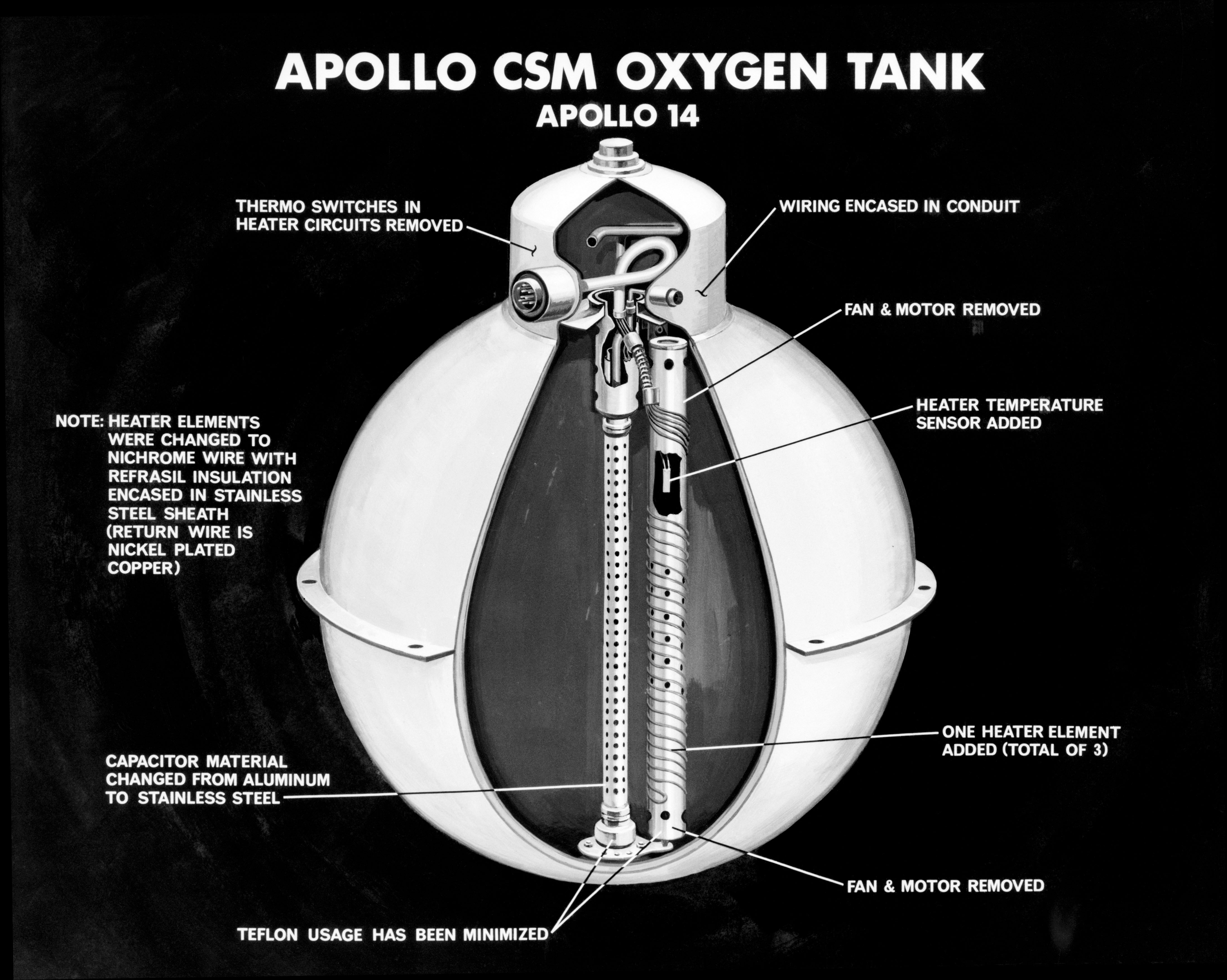
Serbatoio di ossigeno riprogettato per Apollo 14

Per Apollo 14 e le successive missioni del programma, il serbatoio dell'ossigeno venne riprogettato e i termostati vennero modificati per essere in grado di gestire la corretta tensione. I riscaldatori vennero mantenuti poiché erano necessari per mantenere la pressione dell'ossigeno. I mescolatori, con i loro motori non sigillati, vennero rimossi, il che significò che l'indicatore della quantità di ossigeno non poteva essere più preciso e ciò richiese l'aggiunta di un terzo serbatoio in modo che nessuno di essi scendesse al di sotto della metà. Il terzo serbatoio è stato posizionato nell'alloggiamento 1 del modulo di servizio, sul lato opposto rispetto agli altri due, ed è stato fornito di una valvola di isolamento in grado di isolarlo dalle celle a combustibile e dagli altri due serbatoi di ossigeno in caso di emergenza, consentendogli di rifornire solamente il sistema ambientale del modulo di comando. La sonda quantitativa venne aggiornata, passando dall'utilizzo dell'alluminio all'acciaio inossidabile.
Tutti i cavi elettrici presenti nell'alloggiamento 4 vennero rivestiti in acciaio inossidabile. Le valvole di alimentazione dell'ossigeno delle celle a combustibile subirono una riprogettazione finalizzata a isolare il cablaggio rivestito in teflon dall'ossigeno. La navicella spaziale e i sistemi di telemetria del centro di controllo missione vennero modificati per fornire avvisi più immediati e maggiormente visibili in caso di anomalia. Una scorta di emergenza di 19 litri di acqua venne immagazzinata nel modulo di comando e una batteria di emergenza, identica a quella di alimentazione del modulo di discesa del LEM, fu collocata nel modulo di servizio. Venne, inoltre, modificato il LEM per facilitare il trasferimento di energia da esso al modulo di comando. Infine, vennero collocati nel secondo stadio S-II del razzo Saturn V alcuni dispositivi per contrastare le oscillazioni pogo.

## Eventi successivi

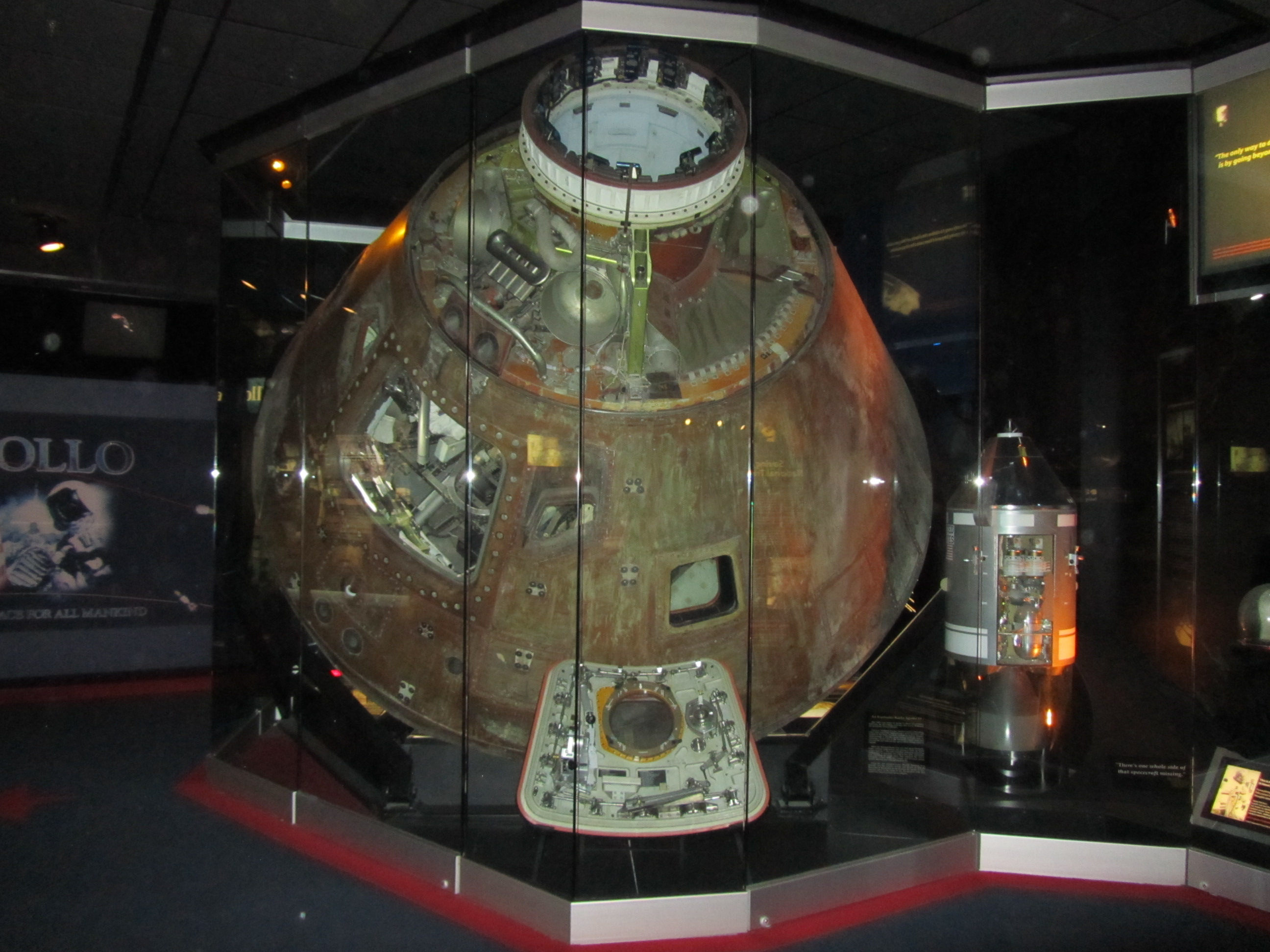
Il modulo di comando Odyssey esposto a Hutchinson in Kansas

Il 5 febbraio 1971, il LEM di Apollo 14, toccò la superficie lunare con a bordo gli astronauti Alan Shepard ed Edgar Mitchell, nella formazione Fra Mauro, vicino al cratere Fra Mauro, il sito che avrebbe dovuto esplorare Apollo 13 con Haise che servì come CAPCOM durante la discesa sulla Luna, e durante la seconda EVA nella quale Shepard e Mitchell esplorarono le vicinanze del cratere.
Nessuno degli astronauti dell'Apollo 13 volò nuovamente nello spazio. Lovell si ritirò dalla NASA e dalla Marina nel 1973, passando al settore privato. Swigert avrebbe dovuto prendere parte nel 1975 alla missione Apollo-Sojuz test project (la prima missione congiunta con l'Unione Sovietica) ma venne rimosso a causa delle conseguenze delle controversie riguardo alle buste postali di Apollo 15; nel 1973 si congedò dalla NASA per entrare in politica, venendo eletto alla Camera dei rappresentanti nel 1982, ma morì di tumore prima di prendere l'incarico. Haise doveva essere il comandante della missione Apollo 19, poi cancellata, e volò nell'Approach and Landing Tests del programma Space Shuttle prima di ritirarsi dalla NASA nel 1979.
Nonostante Apollo 13 non fosse allunata, vennero comunque completati numerosi esperimenti. Uno riguardava il terzo stadio S-IVB del razzo vettore Saturn V che nelle precedenti missioni veniva inviato in orbita solare una volta abbandonato. Il sismometro lasciato dalla missione Apollo 12 aveva rilevato frequenti impatti di piccoli oggetti sulla Luna, ma un impatto più grande avrebbe prodotto maggiori informazioni sulla crosta lunare, quindi si decise che a partire da Apollo 13, l'S-IVB sarebbe stato fatto schiantare sulla Luna. L'impatto avvenne a 77 ore 56 minuti e 40 secondi dalla partenza della missione e produsse abbastanza energia che l'amplificazione del sismometro posto a 117 chilometri dall'impatto, dovette essere ridotta. Una serie di fotografie della Terra, scattate per dimostrare se l'altezza della nuvole potesse essere determinata da satelliti sincroni, hanno ottenuto i risultati desiderati.
Dopo il rientro della missione, il modulo di comando Apollo 13, Odyssey, venne smontato per effettuare alcuni test e i suoi vari componenti rimasero in magazzino per anni; alcuni vennero utilizzati come test per la missione di salvataggio di Skylab. Successivamente venne esposto al Kentucky Science Center. Ora si trova esposto a Hutchinson in Kansas.
Lovell dichiarò che Apollo 13 fu un «fallimento di successo», Michael Massimino, un astronauta dello Space Shuttle, ha dichiarato che Apollo 13 «ha mostrato il lavoro di squadra, il cameratismo e ciò di cui la NASA era veramente fatta». La risposta all'incidente è stata ripetutamente chiamata «l'ora più bella della NASA»; è ancora vista in questo modo. L'autore Colin Burgess scrisse: «il volo della vita o della morte di Apollo 13 ha drammaticamente dimostrato i colossali rischi insiti nel volo spaziale con equipaggio. Quindi, con l'equipaggio al sicuro sulla Terra, l'apatia pubblica è tornata nuovamente».
William Compton, nel suo libro sul Programma Apollo, disse dell'Apollo 13, "Solo uno sforzo eroico di improvvisazione in tempo reale da parte delle squadre delle operazioni di missione ha salvato l'equipaggio". Rick Houston e Milt Heflin, nella loro storia sul Centro di Controllo Missione, hanno dichiarato, «Apollo 13 ha dimostrato come il Mission Control abbia potuto riportare quei viaggiatori spaziali a casa quando le loro vite erano in pericolo». L'ex storico capo della NASA Roger Launius ha scritto: «Più di ogni altro incidente nella storia del volo spaziale, la risoluzione di questo incidente ha rafforzato la fiducia del mondo nelle capacità della NASA». Tuttavia, l'incidente ha convinto alcuni funzionari, come il direttore del Manned Spaceflight Center Gilruth, che se la NASA avesse continuato a inviare astronauti nelle missioni Apollo, alcuni sarebbero rimasti inevitabilmente uccisi e chiesero la fine più rapida possibile del programma. I consiglieri di Nixon raccomandarono di annullare le rimanenti missioni lunari, dicendo che un disastro nello spazio gli sarebbe costato molto in termini politici. I tagli di bilancio hanno reso più facile una tale decisione e durante la pausa dopo l'Apollo 13, due missioni furono annullate facendo sì che il programma si concludesse con il volo di Apollo 17 nel dicembre 1972.

## Nella cultura popolare, nei media e il 50º anniversario

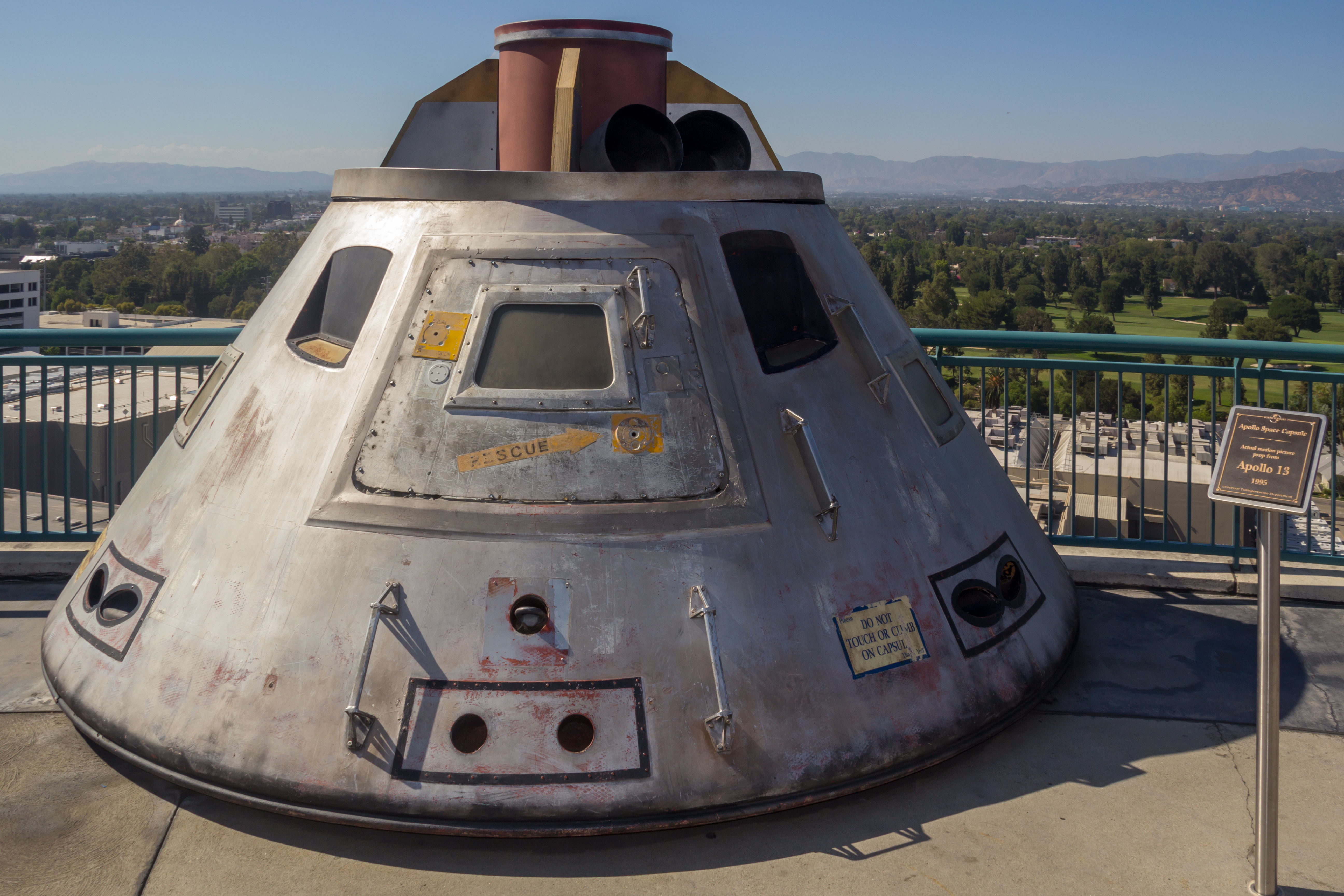
Replica del modulo di comando utilizzata durante le riprese di Apollo 13

Il film del 1974 Houston, We've Got a Problem, pur essendo ambientato durante l'incidente dell'Apollo 13, è un dramma di fantasia sulle crisi affrontate dal personale a terra quando l'emergenza interrompe i loro turni di lavoro. Lovell si lamentò pubblicamente del film, dicendo che era «fittizio e di cattivo gusto».
"Houston ... We've Got a Problem" era il titolo di un episodio della serie documentaristica della BBC A Life At Stake, trasmesso nel marzo 1978. Si trattava di una ricostruzione accurata, sebbene semplificata, degli eventi reali. Nel 1994, durante il 25º anniversario di Apollo 11, PBS pubblicò un documentario di 90 minuti intitolato Apollo 13: To the Edge and Back.
Dopo il volo, l'equipaggio pianificò di scrivere un libro, ma tutti lasciarono la NASA senza iniziarlo. Dopo che Lovell si ritirò nel 1991, fu avvicinato dal giornalista Jeffrey Kluger per scrivere un resoconto della missione. Swigert era morto nel 1982 e Haise non era più interessato a un tale progetto. Il libro risultante, Lost Moon: The Perilous Voyage of Apollo 13, fu pubblicato nel 1994.
L'anno successivo, nel 1995, uscì nelle sale un adattamento cinematografico del libro, Apollo 13, diretto da Ron Howard e interpretato da Tom Hanks nel ruolo di Lovell, Bill Paxton come Haise, Kevin Bacon come Swigert, Gary Sinise come Mattingly, Ed Harris come Kranz e Kathleen Quinlan come Marilyn Lovell. James Lovell, Kranz e altri protagonisti hanno dichiarato che questo film ha rappresentato gli eventi della missione con ragionevole accuratezza, sebbene sia stata utilizzata una certa licenza artistica. Ad esempio, il film cambia il tempo della famosa frase di Lovell da «Houston, we've had a problem» a «Houston, we have a problem» (da «Houston, abbiamo avuto un problema» a «Houston, abbiamo un problema»). Il film ha anche inventato la frase «Il fallimento non è contemplato», pronunciata da Harris nel ruolo di Kranz nel film; questa divenne così strettamente associata a Kranz che lui stesso la usò come titolo della sua autobiografia pubblicata nel 2000. Il film vinse due dei nove premi Oscar per i quali era stato nominato, miglior montaggio e miglior sonoro.
Nella miniserie del 1998 Dalla Terra alla Luna, co-prodotta da Hanks e Howard, la missione è raccontata nell'episodio We Interrupt This Program. Piuttosto che mostrare l'incidente dalla prospettiva dell'equipaggio, come nel film Apollo 13, viene presentato dal punto di vista dei giornalisti televisivi a terra, in competizione per coprire l'evento.
Nel 2020, il BBC World Service ha iniziato a trasmettere 13 Minutes to the Moon, programmi radiofonici che attingono all'audio della missione della NASA, nonché a interviste d'archivio e recenti con i partecipanti. Gli episodi della seconda stagione hanno iniziato a essere trasmessi l'8 marzo 2020, con l'episodio 1, Time bomb: Apollo 13, che spiega il lancio e l'esplosione. L'episodio 2 descrive l'incredulità del Controllo Missione riguardo l'incidente, mentre altri episodi trattano ulteriori aspetti della missione. Il settimo e ultimo episodio è stato ritardato a causa della pandemia di COVID-19.
In previsione del 50º anniversario della missione, avvenuta, nel 2020, è stato messo on line un sito, Apollo in Real Time, dedicato alla missione, permettendo agli spettatori di seguire la missione in tempo reale, visualizzare fotografie e video, e ascoltare l'audio delle conversazioni tra Houston e gli astronauti, così come tra i controllori della missione. A causa della pandemia di COVID-19, la NASA non ha organizzato eventi in presenza durante l'aprile 2020 per l'anniversario del volo, ma ha presentato in anteprima un nuovo documentario, Apollo 13: Home Safe, il 10 aprile 2020. Numerosi eventi sono stati riprogrammati per la fine del 2020.